# 카사 바트요
카사 바트요(카탈루냐어: Casa Batlló, 스페인어: Casa Batlló)는 스페인 바르셀로나에 있는 안토니 가우디가 설계한 건축물 중 하나로, 2005년 유네스코 세계 문화 유산에 등록되었다.
이는 앞서 해당 부지에 있었던 Emilio Sala Cortés의 건물을 리모델링한 것이다. 엔산체 지구(에이샴플라 지구)를 가로지르는 대로인 바르셀로나 파세오 데 그라시아 거리 43번지에 위치해 있으며, 이 구역은 다른 모더니즘 건축가들의 작품들이 모여있어 소위 불화의 사과(사방이 도로로 둘러싸인 도시의 한 구획)로 불리기도 한다.
공사는 1904년 ~ 1906년 사이에 진행되었다.카사바트요는 가우디의 완벽한 예술성을 반영한다. 20세기 초반의 자연주의에 속했던 가우디는, 건축물 각각에 필요한 건축 방식을 고안 해 내기 위해 건축 부지를 철저하게 분석했다.
스페인 카탈루냐 지방의 예술가였던 가우디는 이와 더불어 자유로운 창작방식으로 상상력 넘치는 장식적인 작품들을 만들어 내었다. 바로크 형식에서 시작한 그의 작품들은 구조적 완전함을 가졌으며, 이는 크기와 모양에서의 제약, 합리주의의 경직성에서 벗어나, 그 이전에 존재 하였던 그 어떤 고전에서도 찾아 볼 수 없는 형태를 띈다.

## 역사
원래의 건물은 바르셀로나의 수많은 건축물을 설계한 건축가 Emilio Sala Cortés(1841-1920)에 의해 지어졌으며, Emilio Sala Cortés는 바르셀로나 건축 학교의 교수로, 가우디 스승 중 한 명 이었다.

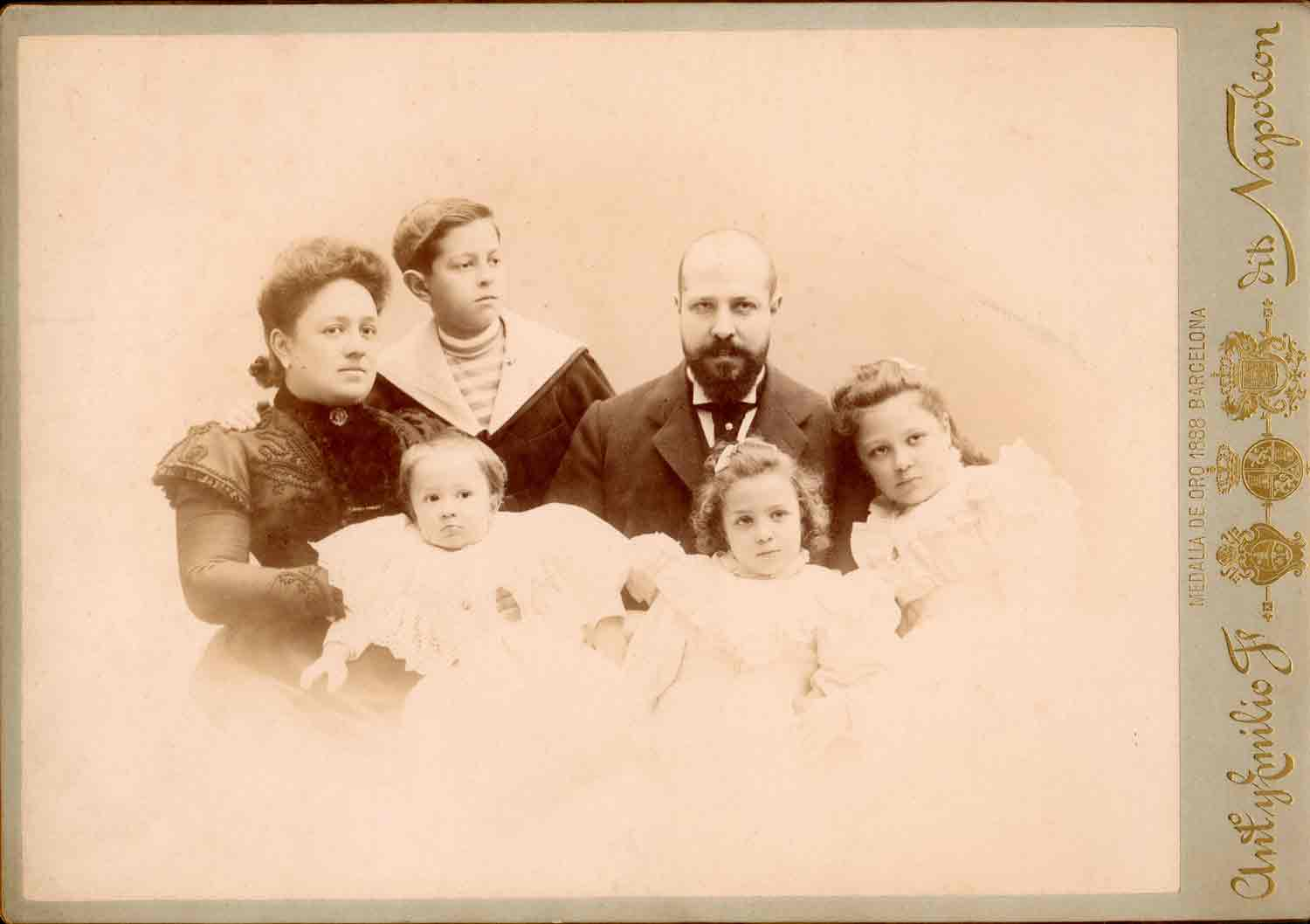
바트요 가족

1903년, 이 건물은 바르셀로나에서 여러 개의 직물 공장을 운영하였던 부유한 사업가였던 조셉 바트요의 소유가 되었다. 바트요는 라 반구아르디아 신문의 편집자였던 고도 백작 가문의 Amàlia Godó i Belaunzarán과 결혼 하였으며, 두 사람 사이에는 5명의 자녀가 있었다. 바트요 부부는 생전 카사바트요 메인 살롱에서 거주 하였으며, 바트요 부부 사후인 1954년, 그들의 자식들이 이를 매입 한 뒤 각자 다른 층에 차례대로 입주하여 최근까지 거주하였다. 바트요는 이 건물을 510,000 페세타에 매입하였는데,  애초에는 기존 건물을 철거하고 새로 지을 의도로 구입하였으나 이후 리모델링 하기로 결정하였다. 바트요 부부가 메인 살롱에서 거주하는 동안 나머지 층은 임대하였는데, 당시 부르주아들 사이에서는 흔한 일 이었다. (또한 그 중 몇 개의 층은 그의 자녀들이 결혼할 때 내주었다.)

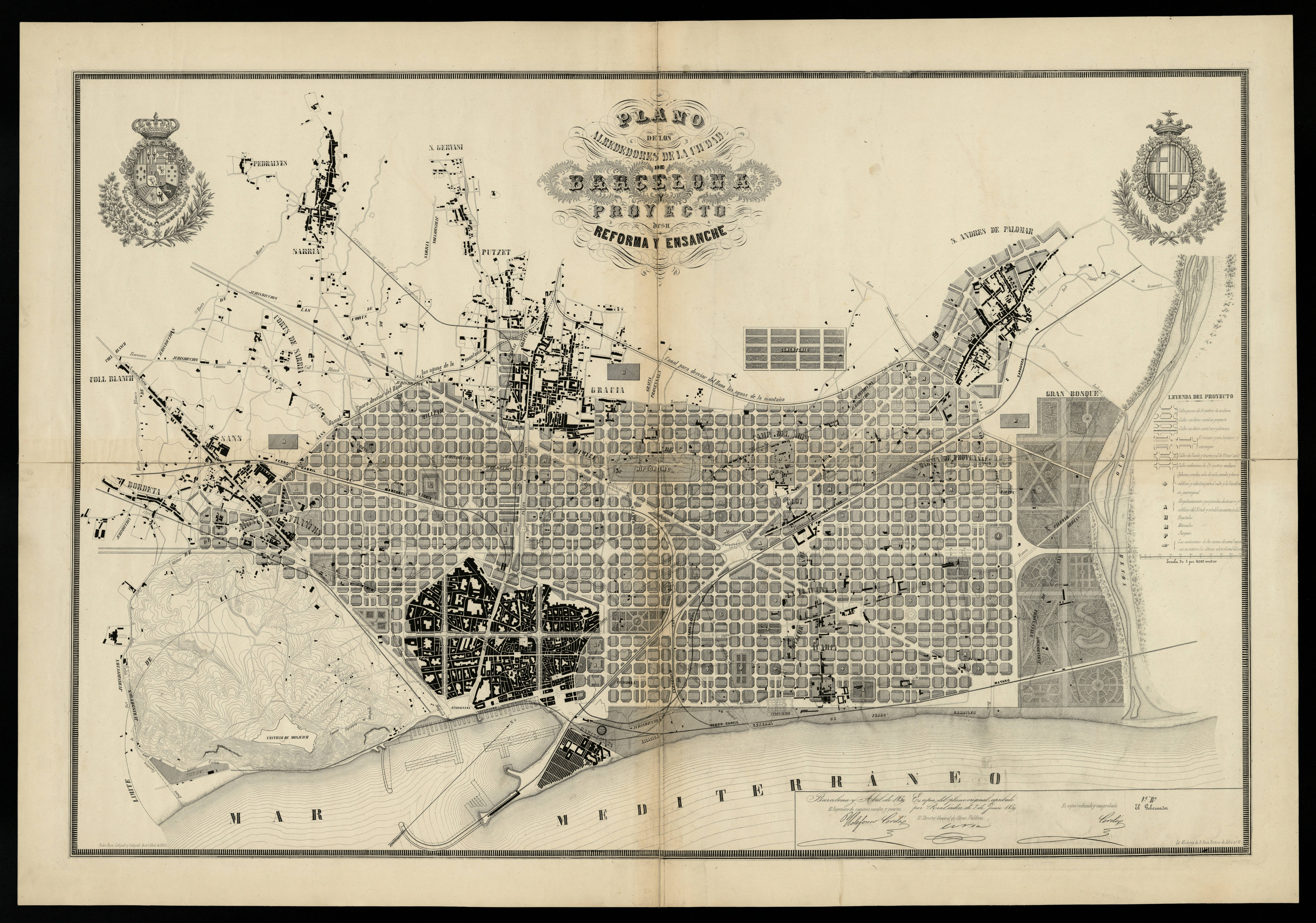

이 건물은 여러 건물들이 모여 네모 반듯한 블록을 이루는 바둑판 모양의 바르셀로나 엔산체 중심에 있으며, 이는 1859년에 승인된 Ildefonso Cerdá계획에 기초한다. 양쪽에 건물을 세우고 가운데를 정원으로 삼으려던 Cerdá의 초안은, 마지막에 가서 그대로 실현되지는 못하였다. 엔산체 계획으로 인해, 파세오 데 그라시아는 바르셀로나의 중심 거리가 되었으며 따라서 많은 카탈루냐 지방의 부르주아들이 자신의 주거지로 이곳을 택하게 된다. 덕분에 이 거리는 빠르게 발전하여, 바르셀로나 최고 건축가들이 모인 각축장이 되었다. 과거 파세오 데 그라시아 거리에 있었으나, 지금은 없어진 Gibert약국(1879) 과 Torino 바의 장식 (1902)에 가우디가 참여하였는데, 카사밀라를 짓기 전부터 파세오 데 그라시아 거리에 가우디의 영향이 계속 미쳐왔던 것은 당연한 일인지도 모른다.
바트요는 리모델링을 위해 가우디에게 프로젝트를 의뢰하였는데, 당시에 이미 유명 건축가였던 가우디는, 동시에 여러 프로젝트 -사그라다 파밀리아 성당 (1883-1926), 토레 베예스과르드 (1900-1909), 구엘 공원 (1900-1914), 팔마 데 마요르카 대성당 재건 (1903-1912)- 를 진행하고 있었다. 바트요는 가우디의 작품에 깊은 감명을 받아, 그의 친구였던 페드로 밀라에게 카사밀라 (또한 라 페드레라 라는 이름으로도 알려져 있는)를 건설하는데 가우디를 추천했다.

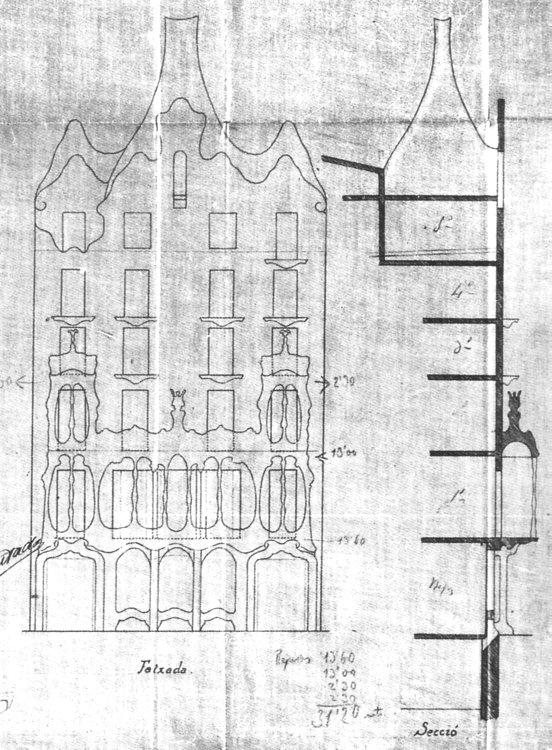
가우디의 카사바트요 초기 스케치(1904년)

가우디는 카사바트요의 파사드, 메인 살롱, 중정의 채광에 가장 공들였으며 창고와 세탁실 공간을 위해 5층을 증축하였다. 나중에 메인 층의 문들 중 몇개를 교체해야 했는데, 이를 원작과 똑같이 재현해낸 가구 장인, Juan Martínez Gómez에게 위임되었다. 가우디는 건축가로서 프로젝트에 가장 적합한 공법을 지속적으로 탐구했기 때문에, 구상부터 완성까지 수많은 수정을 거쳤다. 1969년 바르셀로나 건축학교에서 발견된, 캔손 종이에 연필로 그린 첫 번째 스케치는 건물에 불규칙한 굴곡 형태의 돔을 씌우려던 첫 번째 계획을 보여주는데, 이는 최종적으로 건물의 가장 큰 특징인 용 형태를 띈 아치형 지붕으로 바뀌게 된다. 또한 그의 동료 건축가 Puig i Cadafalch의 대한 경의를 표하며 카사바트요에 인접한 카사 아마트예르의 계단 모양 지붕을 방해하지 않기 위해 초안에서는 지붕 왼쪽에 위치했던 십자가의 위치를 중앙으로 옮겼다.
건물의 행정적 절차는 복잡했다. 1904년 5월, 바트요는 지하실과 건물의 아래층 개조 내용만 담은 가우디의 계획안을 시청에 제출하였으나, 같은 해 11월 이전에 제출한 안이 채 승인되기도 전에 지하실 공사, 메인 홀 리모델링, 증축,  파사드 전체 리모델링의 내용을 담은 또다른 계획안을 제출했다. 시에서 모든 허가가 나기 전에 공사가 시작되었기 때문에, 1906년 1월 26일 시 감독관은 이러한 불법 시공에 대해 비난하는 성명을 냈다. 이러한 신고와 작업 종료 명령에도 불구하고 공사는 계속되었으며,1906년 4월 30일 작업이 종료된 이후 바트요는 건물 임대에 대한 허가증을 신청하였다. 1912년까지 시의 중재는 해결되지 않았으며, 1912년 11월 17일 마침내 임대권이 부여 되었다.
카사바트요는 바르셀로나시 건축 예술 콘테스트에 출품되었고, 건축가 Bonaventura Bassegoda i Amigó의 el Colegio Condal 이 입상하였다. 당시의 심사위원들이 근대적인 작품을 선호하지 않았기 때문에 가우디의 건축물은 좋은 평가를 받지 못하였다.

1940년 바트요-고도 부부의 딸들에게 카사바트요가 유산으로 상속되었는데, 그들은 Seguros Iberia에 이를 처분하여 그곳에 무역 회사 사무실이 들어서게 된다.
1984년 파사드에 조명이 설치되었고, 당해 메르세 축제의 개막식이 카사바트요에서 이루어졌다.
1993년, 추파춥스 회사의 소유주인 Bernat가문이 인수하여 대중에게 상업적으로 개방하여 현재는 바르셀로나를 찾는 관광객들의 필수 방문지가 되었다.
1969년  카사바트요는 스페인 국가 예술-역사 문화재로 등재되었으며, 2005년에는 가우디의 작품 중 하나로 유네스코 세계문화유산에 등재되었다.

## 구성

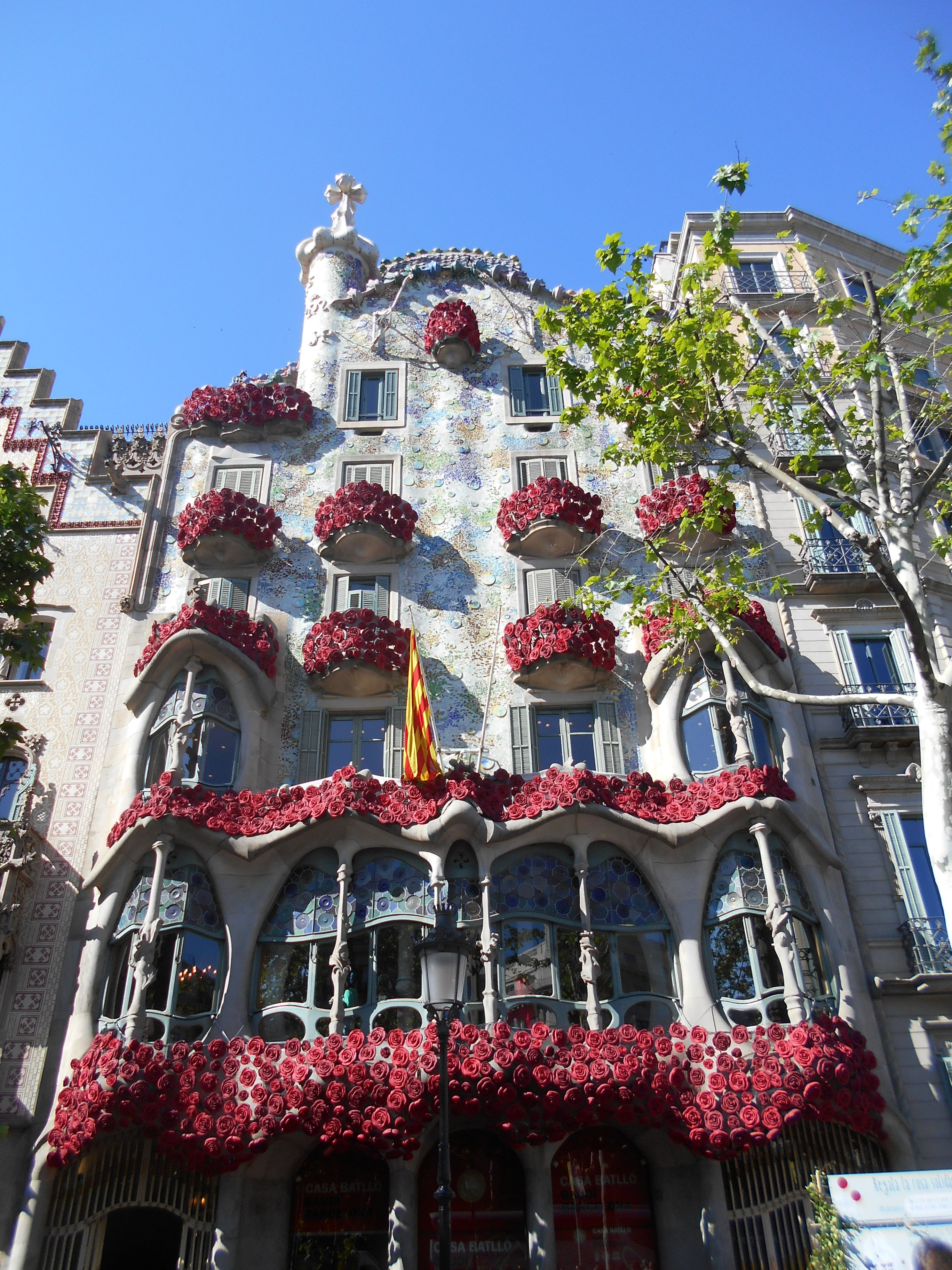
산조르디의 날, 카사바트요 장미 장식

52세에 카사바트요 리모델링 프로젝트를 담당한 가우디는 19세기 중반 유행한 역사주의를 능가하였으며, 그의 건축 스타일은 건축에 대한 개인적인 비전, 독창성 및 혁신을 반영하기 위해 전통적 형식주의를 초월하였다. 그럼에도 불구하고, 모든 가우디의 작품들이 그러하듯이 예술성 뛰어난 디자인은 건물의 기능성을 잃지 않으며 다른 나머지 요소들을 아우른다. 그런 의미에서, 주거용 건물에서 건강하고 편안한 생활을 위한 두 개의 기본 축인 채광 및 환기에 대한 중요성을 강조할 필요가 있다. 이를 위해 건물 중앙에 안뜰을 배치하여 각 방의 화장실들은 중정을 향하도록 했으며 거실과 침실은 건물의 정면을 향하도록 하였다. 또한 안뜰은 계단과 엘리베이터를 통해 건물 내부를 이동 할 수 있도록 연결되어 있다.
카사바트요의 총 면적은 4,300 제곱 미터이며, 각 층의 면적은 450 제곱미터를 차지한다. 높이 32미터, 너비 14.5미터로, 리모델링 이전의 비율 (높이 21미터, 면적 3,100 제곱미터) 보다 적지 않게 증가했다.
카사바트요는 총 8층으로 이루어져 있다. 지하에는 석탄 저장소, 가구 보관 창고 있었으며, 1층 입구에는 차고와  창고 그리고 주거지와 입구를 공유하는 상점이 하나 있었는데 Lumière 촬영소, Pathé Frères 영화 제작사, Syra 갤러리가 이곳을 거쳐갔다. 메인층 전체는 바트요 가족이 사용하였으며, 건물 뒤편의 중정도 이에 포함된다. 나머지 4개의 층은 임대하였는데, 각 층에 두 세대가 있었다. 맨 마지막 층의 다락방은 가사일을 위한 공간으로 옥상 바로 아래에 있다.

### 파사드
카사바트요의 파사드는 몬주익의 사암으로 만들어졌으며, 규칙적 표면 위에 구불거리는 형태로 조각되었다. 뼈의 모양을 한 기둥들은 식물을 상징한다. 목재로 된 부분 또한 곡선을 띄며, 창문들은 둥그런 색깔 유리로 이루어져 있다. 가우디는 기존 건물의 사각 발코니 형태를 보존하였는데, 여기에 복면 모양의 철재 난간을 덧붙이며 파사드 나머지 부분에는 상승하는 듯한 물결 모양을 부여했다. 여기에 Pelegrí 유리 공장에서 얻은 다양한 색상의 유리조각 세라믹으로 파사드를 덮었으며(일명 트랜카디스 기법), 파세오 데 그라시아에서 세라믹 조각들의 배치를 직접 지시하였다. 지중해의 파도 또는 몬세라트의 굽이치는 형상을 떠올리게 하는 이 디자인을 위해 가우디는 석고로 여러번 모형을 만들었는데, 그가 원하는 형태가 나올 때까지 그의 손으로 직접 조형하였다.

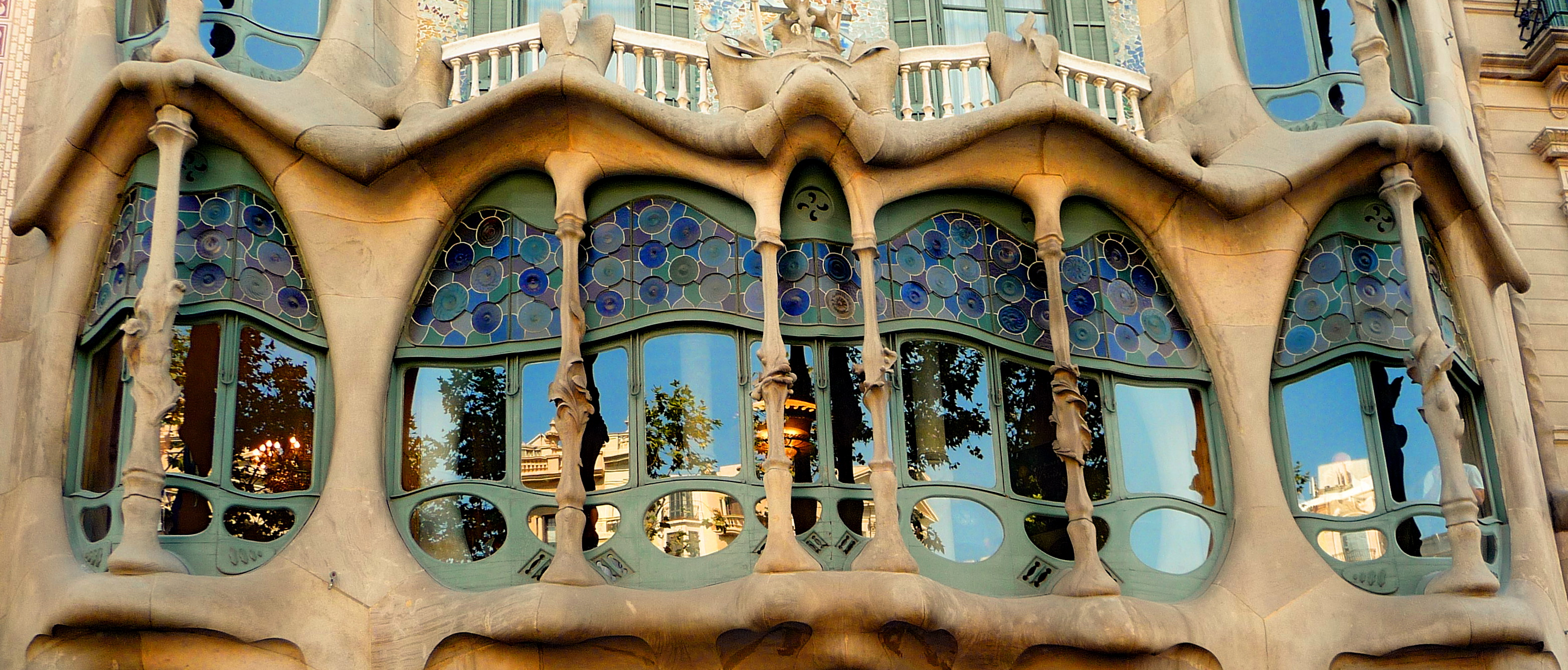
카사바트요 메인홀 파사드

파사드 전체에서 두드러지는 메인 홀 -카사바트요 가족이 거주했던- 의 발코니는 건물 1층 측면 끝까지 확장 되어있으며, 높이는 10미터에 이른다. 여기에는 형형색색의 유리로 된 다섯 개의 창문이 있으며, 이는 뼈 모양을 한 여덟 개의 기둥으로 지지된다. 가우디는 메인 홀 발코니 시공을 위해 나머지 부분을 목재 받침대로 지지하며 파사드 아랫부분 전체를 해체하였다. 건설업자였던 Josep Bayó는 이 공사가 진행되었던 4일 동안 이 불안한 균형 상태가 무너질 것을 걱정하였다. 발코니에 둘러진 띠에는 식물 형태의 모티브가 조각되어 있으나, 전체적인 형태로 봤을 때 이를 박쥐의 형상으로 보는 견해도 있다.파사드의 또 다른 특징은 빛에 따라 다양한 시각적 효과를 만들어내는 선명한 색의 유리와 세라믹으로 뒤덮인 표면이다. 표면 공사 준비를 위하여 기존 벽을 긁어내고 석회반죽으로 다시 덮었으며, 그 위에 Pelegrí 공방의 유리조각을 다양한 색조로 조합하여 붙였다. 이 유리 조각들과 함께, 세라믹 원판들 (총 330개의)이 파사드 전체에 분산되어 있다. 이는 La Raqueta de Mallorca공장에서 제작된 십자가를 제외하고는 모두 Sebastià Ribó 공방에서 수작업으로 생산되었으며, 점토에 천연 염료를 사용하여 지름 15, 21, 27, 35 cm의 네 가지 크기로 제작되었다. 파사드에서 찾아 볼 수 있는 또다른 특징 중 하나는 산화 방지 처리된 철제 난간과 바탕의 아이보리 색상이다.

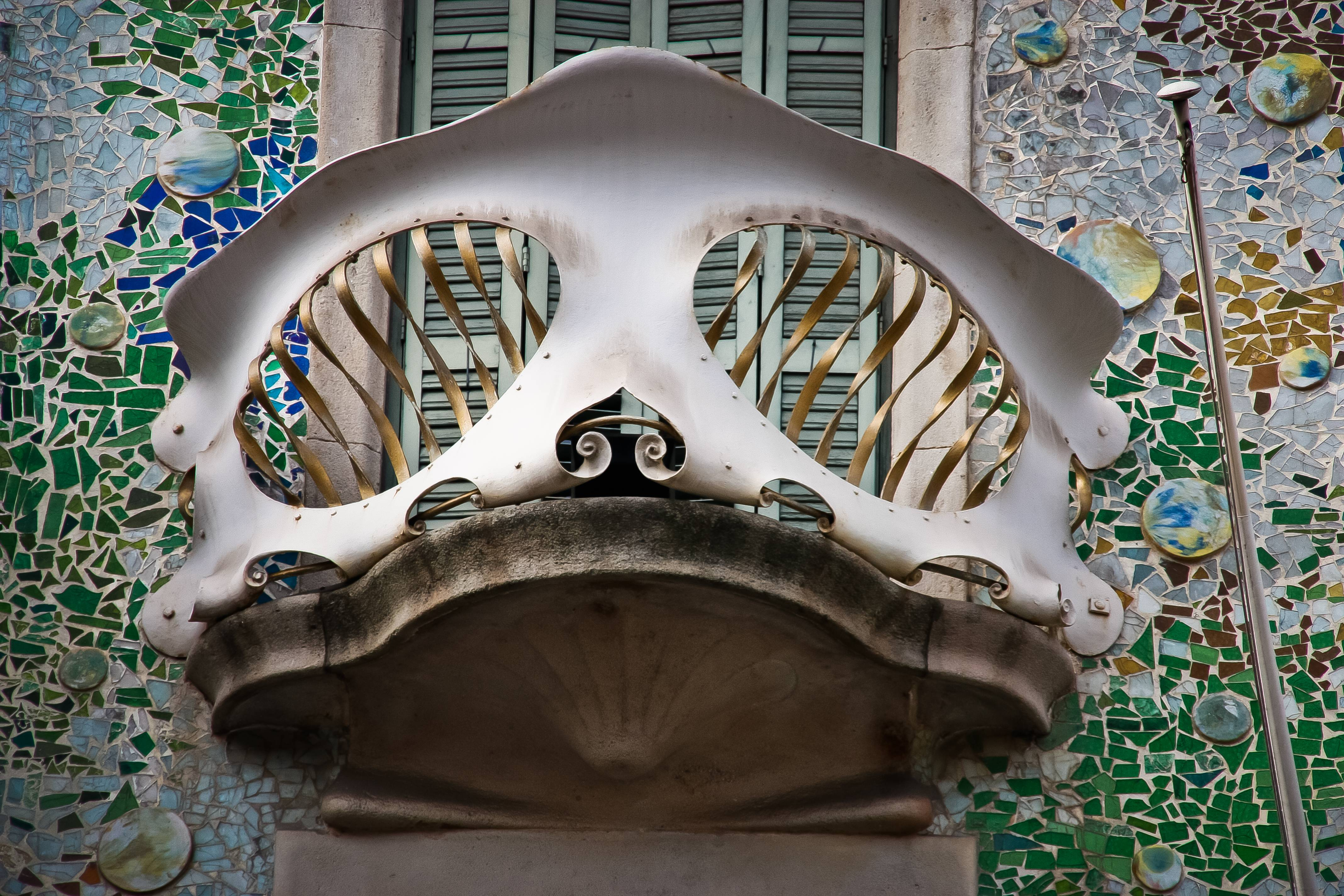
카사바트요 발코니

총 아홉 개의 발코니가 있으며, 이 위에 4개의 테라스가 있다. 다락의 발코니는 튤립 혹은 아티초크 모양과 비슷한 꽃 또는 식물 구근의 모양을 하였는데 이를 제외한 모든 발코니의 모양은 복면 혹은 연극 가면을 떠올리게 하며, 혹자는 해골처럼 보인다고 하기도 한다. 또한, 발코니의 형상은 부서지고 말려있는 양피지의 특성을 떠올리게 한다. 다락방과 이중 난간으로 되어있는 세개의 구멍이 뚫린 맨 위 좌측 발코니를 제외하고는 모두 같은 크기이다. 1983년, 원래의 색보다 어두워졌던 발코니의 색을 복원하였다.
파사드는 두 겹의 벽으로 된 아치형 천장으로 완성되며, 그 위는 Sebastià Ribó 공방에서 제작한 비늘 모양의 유약 처리된 세라믹이 덮고 있다. 빨강, 초록, 파랑의 색조가 용의 등을 연상시킨다. 좌측에는 예수(IHS), 마리아(M) 그리고 요셉(JHP)의 이니셜이 장식되어 있는 구근 혹은 마늘 모양을 한 원통형 탑이 있는데, 맨 위에는 가우디의 네 팔 십자가가 동서남북 방향을 가리키고 있다.
파사드에 관한 상징적인 해석 중 하나는 용과 맞서 싸웠던 수호 성인 산 조르디(산 호르헤)의 전설에 관한 것으로 뼈 모양의 기둥과, 해골 모양의 발코니는 용에게 희생 당한 사람들을 상징한다. 이 해석에 의하면, 네 팔 십자가는 용의 등뼈에 꽂힌 검이 되며 이 아래의 붉은 색 세라믹은 여기서 솟아오르는 용의 피를 나타낸다.
카사바트요 건물 뒷면은 블록의 중정을 향해 있으며, 이 역시 물결 모양을 띄며 세라믹 트랜카디스로 덮여 있다. 1층에는 건물과 이어진 안뜰이 있는데, 바트요 가족의 집 식당을 통해 드나들 수 있다. 나머지 세대에는 철제 난간이 둘러진 발코니가 건물 뒤편을 향해있다. 가장 두드러지는 곳은 다락 부분으로, 선명한 색상의 세라믹 조각들이 꽃과 기하학적 무늬를 그려낸다.

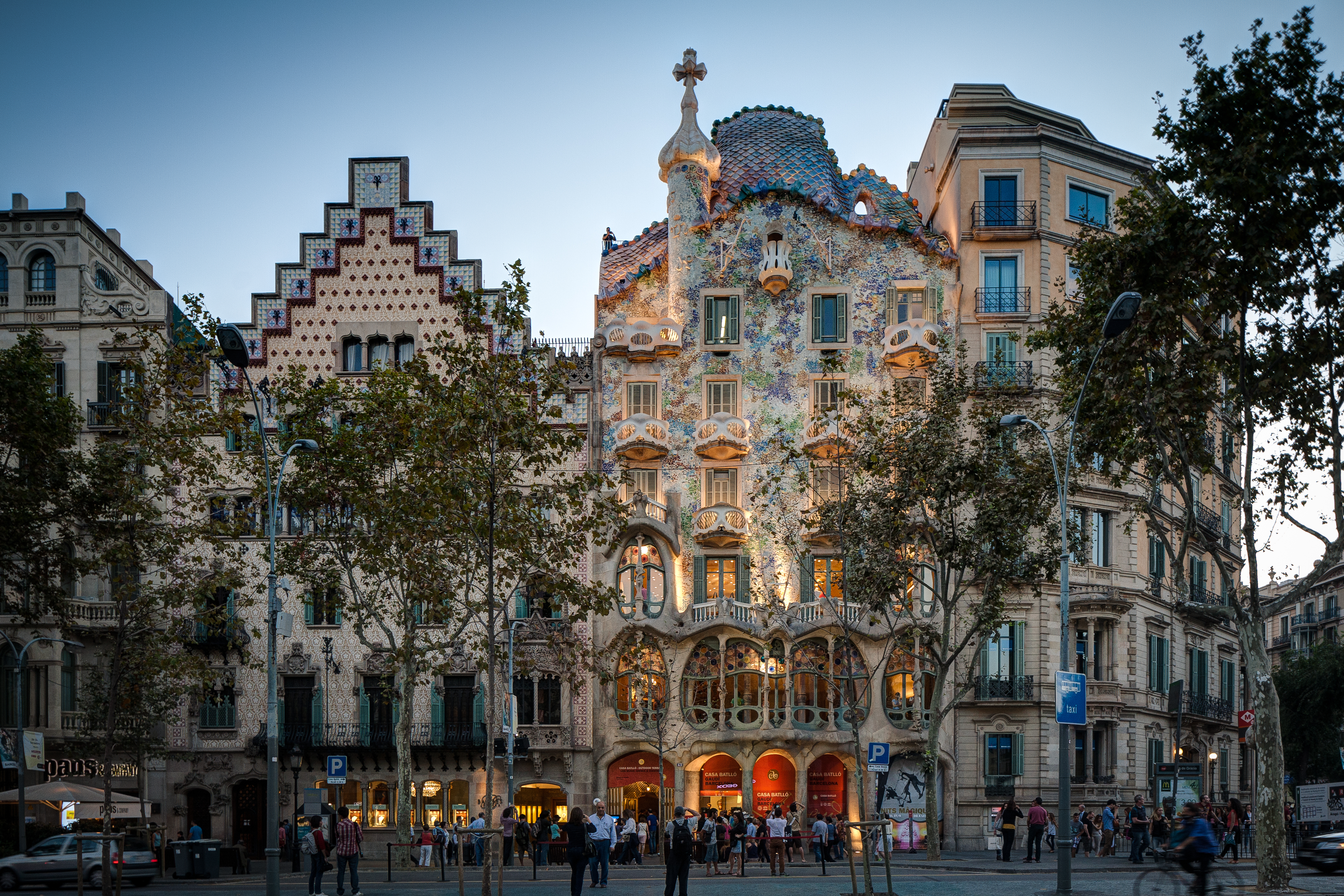
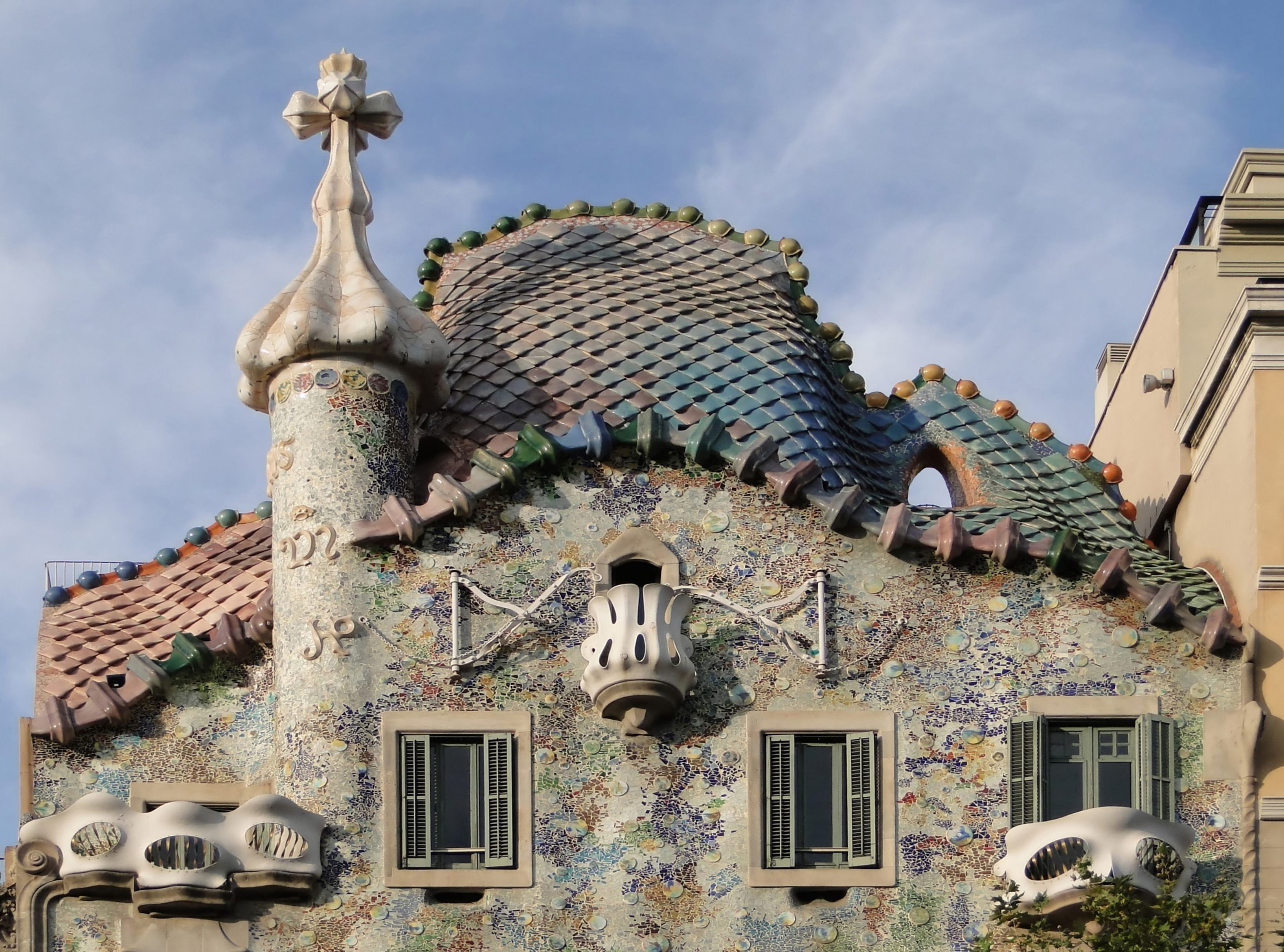
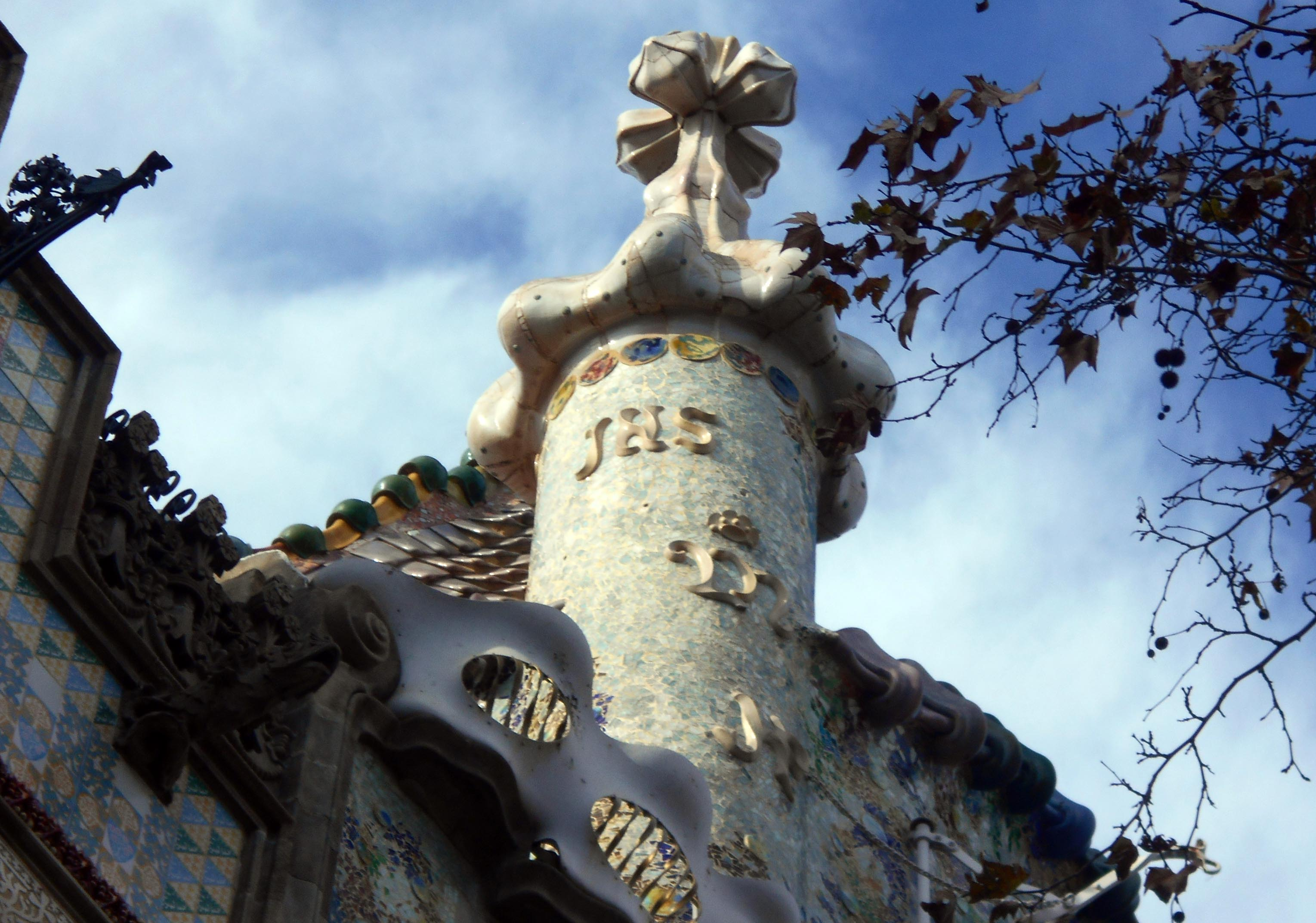
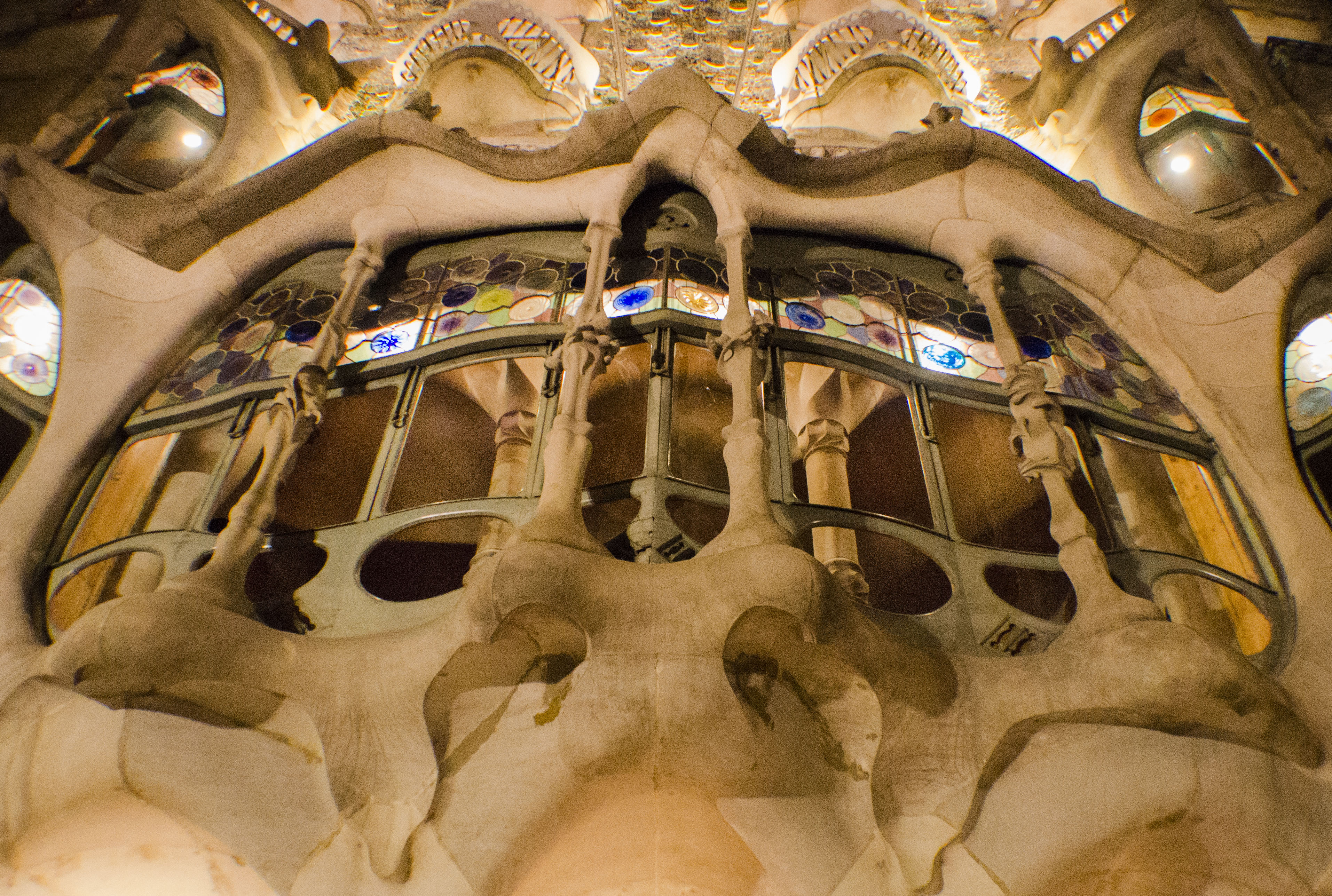
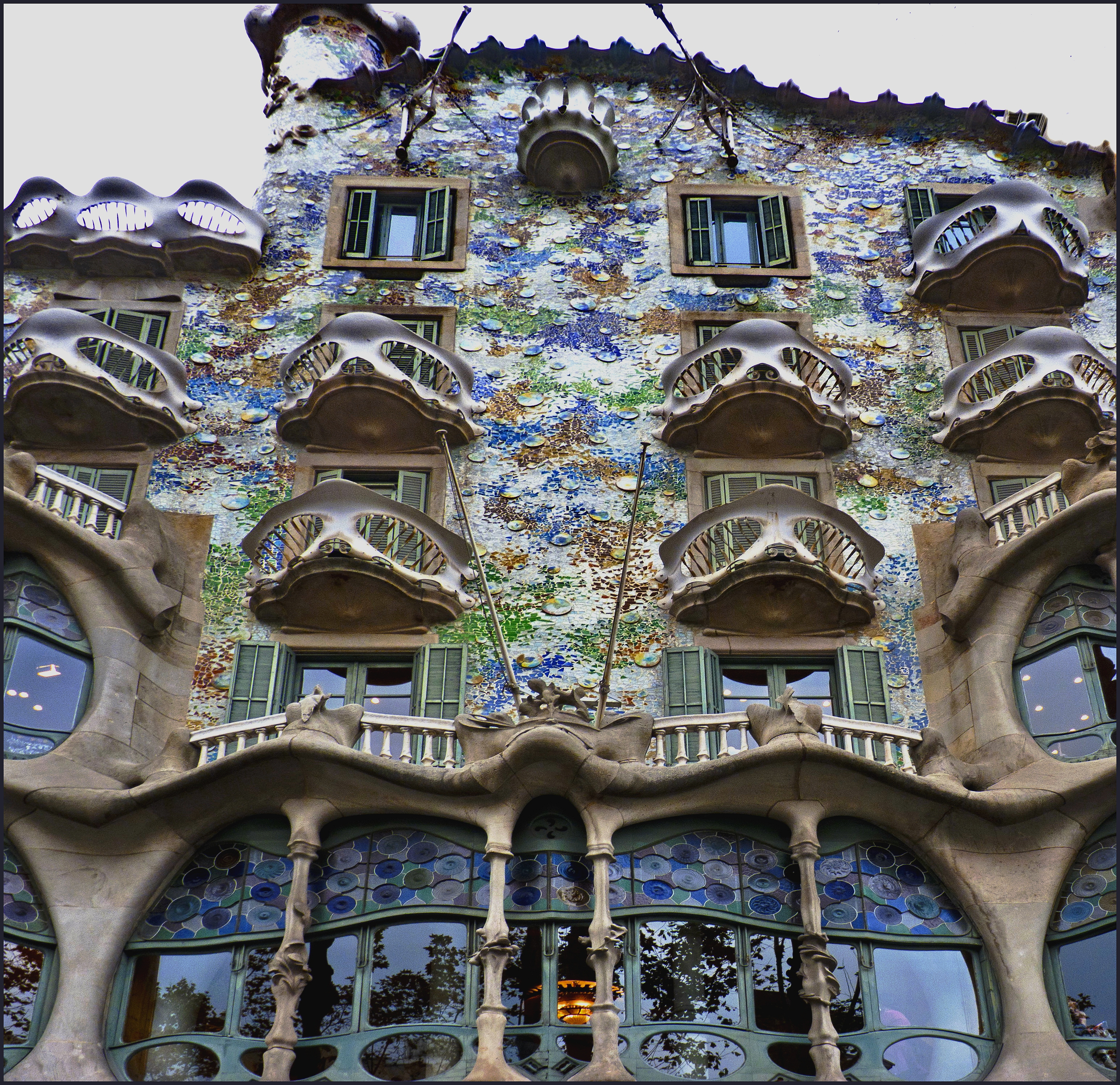
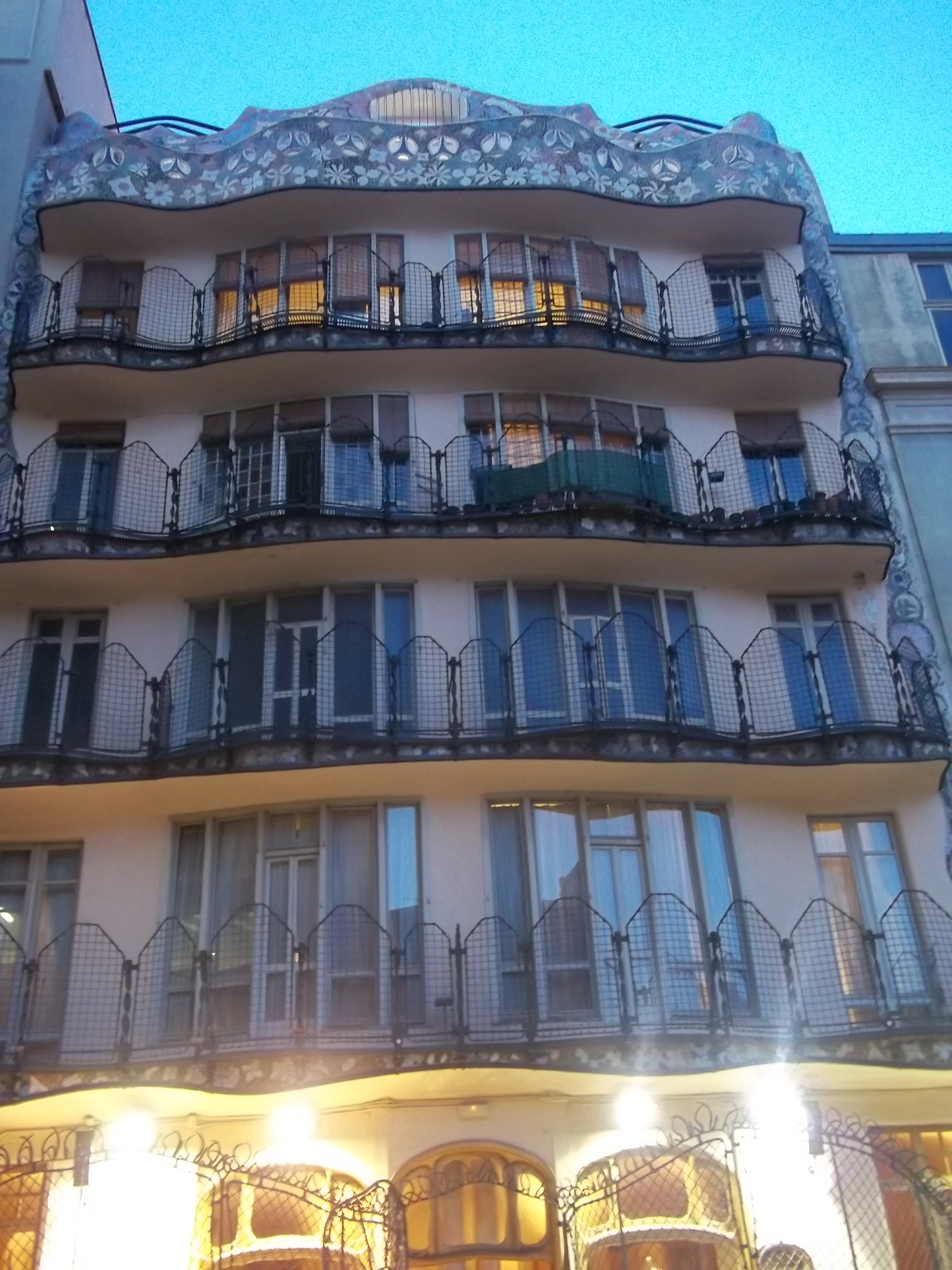

### 내부
가우디는 건물 내부로 향하는 1층 입구를 구분하였는데, 거주자들을 위한 철제 대문, 상점으로 통하는 유리 대문 그리고 차고로 통하는 목재 대문으로 나누어 설계하였다. 1층은 735 제곱 미터로, 그 면적의 60%는 상점과 차고가 차지했다. 나머지 공간은 두 개의 로비로 나뉘어 졌는데 하나는 임차인을 위한, 다른 하나는 건물 주인을 위한 것이었다. 현관에는 창고와 중정이 있으며, 이곳에 엘리베이터와 계단이 위치해 있다.
현관은 직사각형 모양이며 천장은 곡선이다. 바닥은 대리석으로 이루어져 있으며 벽면 하단은 파란색 세라믹, 상단은 벽토로 장식되어 있다. 이 구역은 1990년대에 리모델링되어, 차고 공간이 모임 혹은 회의를 위한 다목적 공간으로 변모되었다. 엘리베이터는 원래 모습을 유지하면서 1999년에 시행된 규정에 맞게 조정되었다.

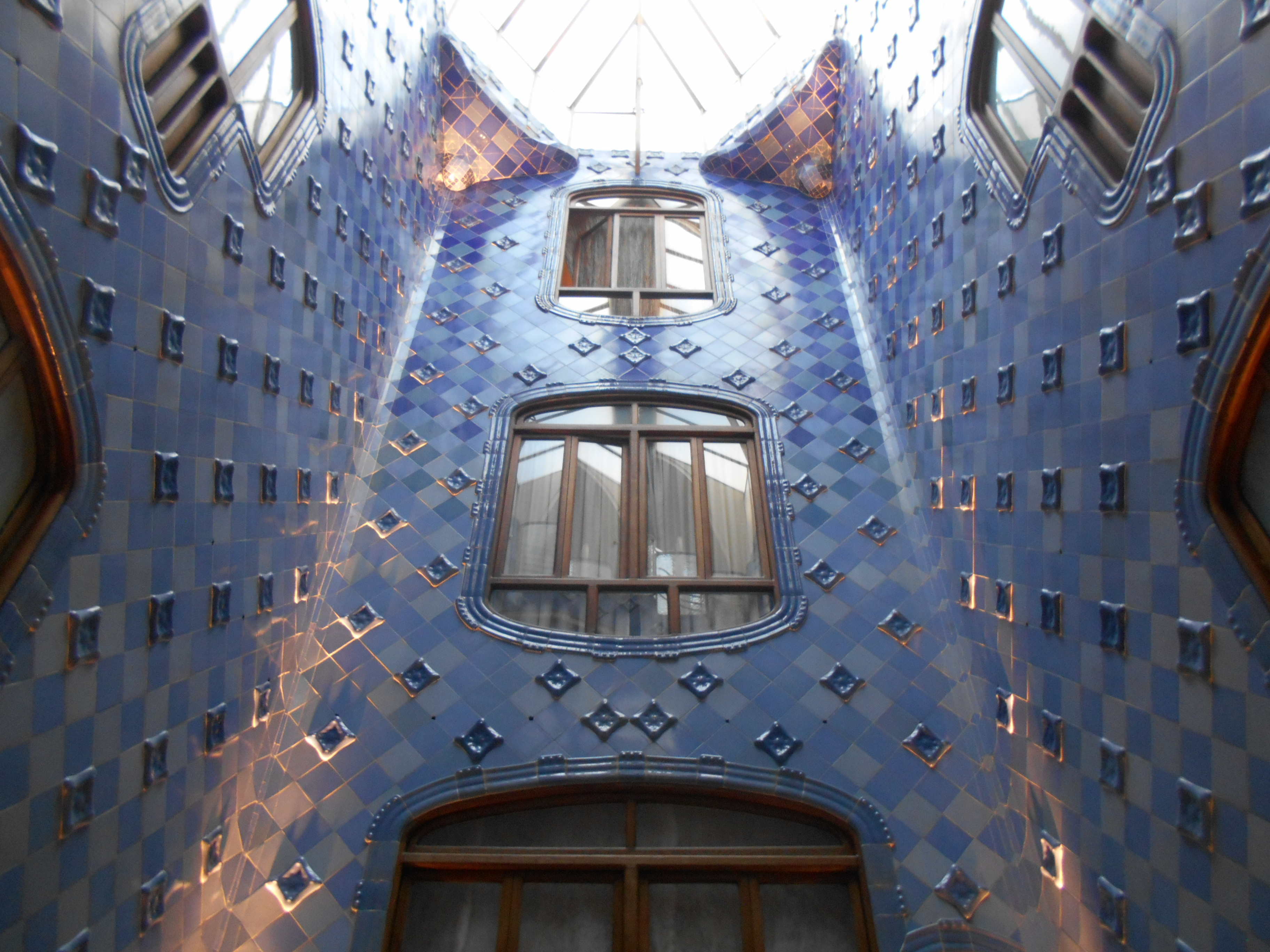
카사바트요 중정, 빛의 파티오

카사바트요 건물의 중앙 부분에는 자연광이 들어오는 중정이 있으며, 채광과 환기를 위해 가우디는 이곳을 확장시켰다. 중정은 T자 형태의 철재 구조로 지지된 유리 채광창으로 덮여 있으며 이는 아치형 천장을 받치고 있다.  또한 타일의 배치는 상부의 청색에서 시작하여 하부의 백색으로 이어지는 독창적인 그라데이션을 사용하여 자연광을 효과적으로 활용하였으며 마치 수중 동굴에 있는 듯한 느낌을 유발하였다.
총 32개의 이중 창문이 있으며 이 창문들 상단에는 빛을 위한, 하단에는 환기를 위한 틈이 나 있다. 또한 1층과 2층에는 철재 난간으로 덮인 작은 발코니가 있다. 한편, 계단에는 들어오는 모든 빛을 퍼트리는 불투명한 유리로 된 난간이 있다. 건물의 설비 시설은 지하에서 시작되어, 다락의 석탄저장고와 보일러실까지 연결되었다.
하중을 지지하기 위해 10개의 기둥이 건물을 받치고 있다. 이 공간 또한 가우디에 의해 면적이 두배로 확장되었다. 확장 작업 동안, 건물 부지에서 옛 아라곤 왕국의 지하실 또는 와인 저장고로 사용되었던 작은 동굴이 발견되었는데, 가우디는 이를 보존 하기로 결정했다. 1989년에서 1995년 사이에 복원 된 지하실은, 현재 사회 및 문화 행사에 이용되고 있다.
가우디는 건물 안쪽 면도 건물 외부와 마찬가지로 정성을 들여 설계 하였는데, 다양한 산업 및 장식 예술 (조각, 단조, 유리 세공, 가구 제작, 도자기)을 사용하여 미적으로 조화를 이루도록 하였으며, 건물의 나머지 부분과 마찬가지로 주로 곡선을 사용하였다. 가장 큰 넓은 곳은 바트요 가문의 메인 층으로, 400제곱 미터였다. (안뜰의 테라스 포함하여 730 제곱 미터)

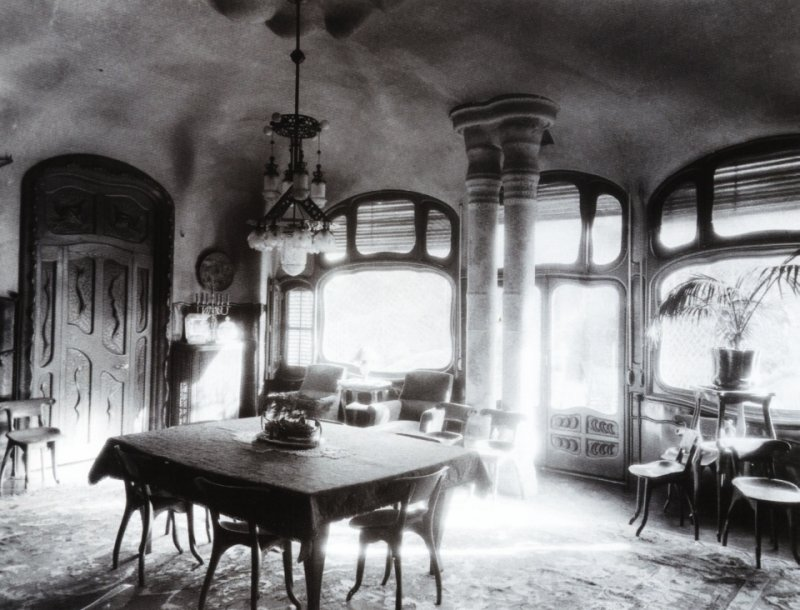
카사바트요 내부 인테리어(1927)

인테리어는 가구와 주택의 장식적 요소를 모두 디자인하였던 가우디에 의해 모든 것이 이루어졌다. 가장 중요한 공간인 메인 홀은 나선형 모양의 천장과, 파세오 데 그라시아가 내려다 보이는 알록달록한 원형 스테인드 글라스 창문으로 장식되었다. 거실은 Josep Llimona의 성 가족 제단(현재는 사그라다 파밀리아의 지하실에 보존되어 있음), Carles Mani의 예수 청동상, Josep Maria Jujol의 촛대로 장식되어 있었다.
가우디가 제작했던 가구의 원본은 구엘 공원 가우디 박물관에 보존되어 있다.
카사바트요 메인 홀의 또다른 주요 공간들은 다음과 같다.
로비는 1층 현관의 동물의 골격과 비슷한 모양의 계단을 통해 출입할 수 있는데, 일부 학자들은 이를 용의 꼬리로 해석한다. 바트요의 사무실로 사용되었던 벽난로 실은 홀과 본당을 연결한다. 오목한 곳에 자리잡은 버섯 모양 벽난로는 내화성 재료로 코팅 되었으며 그 바로 옆에 앉을 수 있도록 벤치가 비치되어 있는데, 이는 전통적인 카탈루냐의 가옥에서 영감을 얻은 것이다. 거실 벽은 금박으로 장식되어 있다.

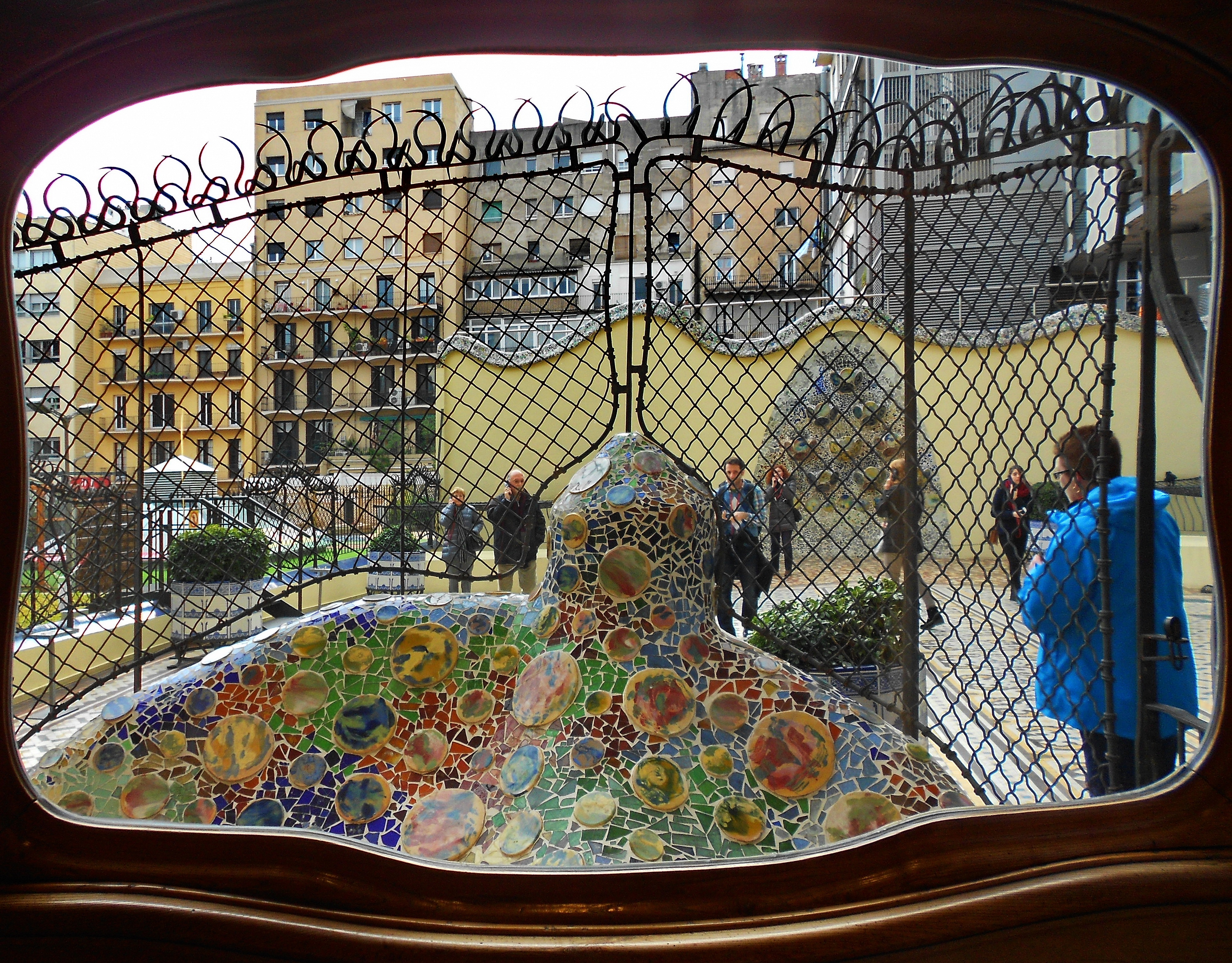
카사바트요 안뜰정원

건물 뒤편의 안뜰이 내려다 보이는 식당에는 큰 창문과 함께 그라나다 알함브라 궁전에 있는 사자의 중정 기둥에서 영감을 얻은 이중 기둥이 있는데, 기둥은 다양한 색상의 트랜카디스로 덮여 있는 한편, 식당의 천장은 물방울 형상이 두드러진다. 또 다른 특이한 요소는 230 제곱 미터 면적의 안뜰로, 파사드와 같이 가우디가 모두 디자인하였으며 트렌카디스와 세라믹 원판을 교대로 배치하였다. 현재 안뜰을 덮고 있는 유리조각과 세라믹 원판은 마모된 원본을 교체한 것이다. 가우디의 유압 모자이크는 추상적인 형태였지만, 현재의 것은 황토색과 밤 갈색의 뚜렷한 그림을 나타낸다. 트랜카디스로 덮힌 삼각형 화분 받침대 또한 눈에 띄는데, 가우디의 독창성이 드러나는 디자인이다. 임대하기 위한 나머지 층에 대해서는 구조를 변경하지 않고 공간만 재 배치하였다.
4 층에 걸쳐 약 200 제곱 미터의 총 8 채의 주택이 있었으며, 난방과 온수에서 전기에 이르기까지, 디자인과 미학을 배제하지 않으면서 당대의 모든 기술 발전과 편의를 누렸다. 각각의 세대에는 안뜰을 향한 테라스가 있었으며 마찬가지로 다락의 세탁실과 창고도 포함되었다. 현재 거주용 세대가 하나 남아 있으며(3층), 나머지는 사무실이나 회의 공간으로 사용되고 있다.
카사바트요의 마지막 층은 460제곱미터의 다락으로 세탁실, 창고 및 기타 공용 공간과 하인들을 위한 공간이 있었다. 또한 이곳은 카탈루냐 고택의 다락방처럼, 가혹한 날씨로부터 주택을 보호하는 단열실 역할을 한다.
이러한 이유로 이곳은 건물의 나머지 부분과 다른 구조를 가지는데, 석고 벽돌로 만든 아치형 구조들이 천장을 이루며 그 위에 얹어진 돔형 지붕을 지지한다. 그 이후 가우디는 카사밀라에도 동일한 시공법을 적용하였다. 이 구조는 동물의 갈비뼈와 유사성을 가지고 있어 일부 사람들은 이곳이 카사바트요 지붕을 덮고 있는 용의 몸 속일 것이라고 해석한다. 다락방의 중앙 부분에 위치한, 건물 내부를 보호하는 거대한 채광창은, 빛의 중정과 통한다. 다락방은 2004년에 복원되었으며 가우디의 삶과 작품에 대한 홀로그램과 전시물이 설치되어 있다.

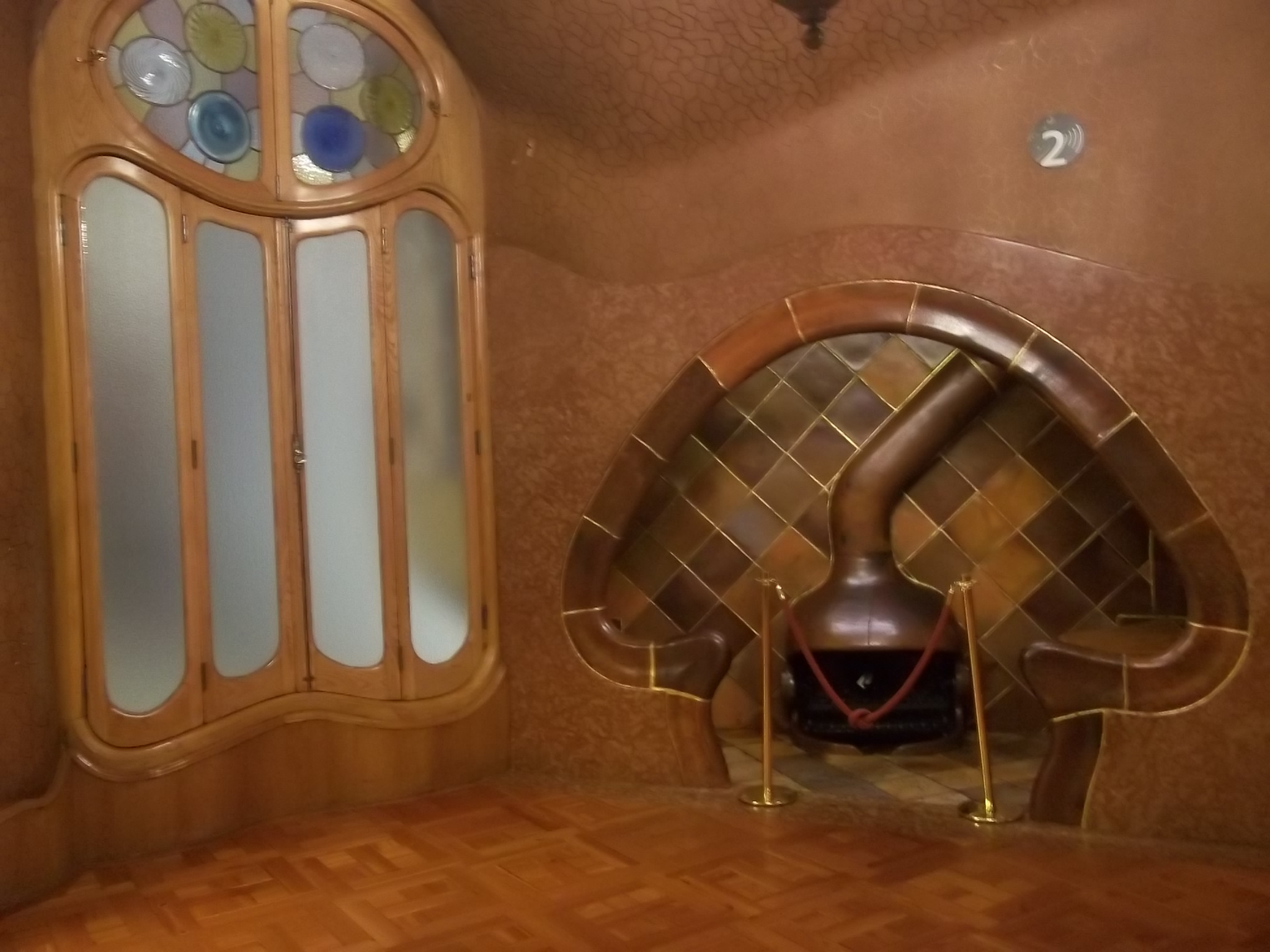
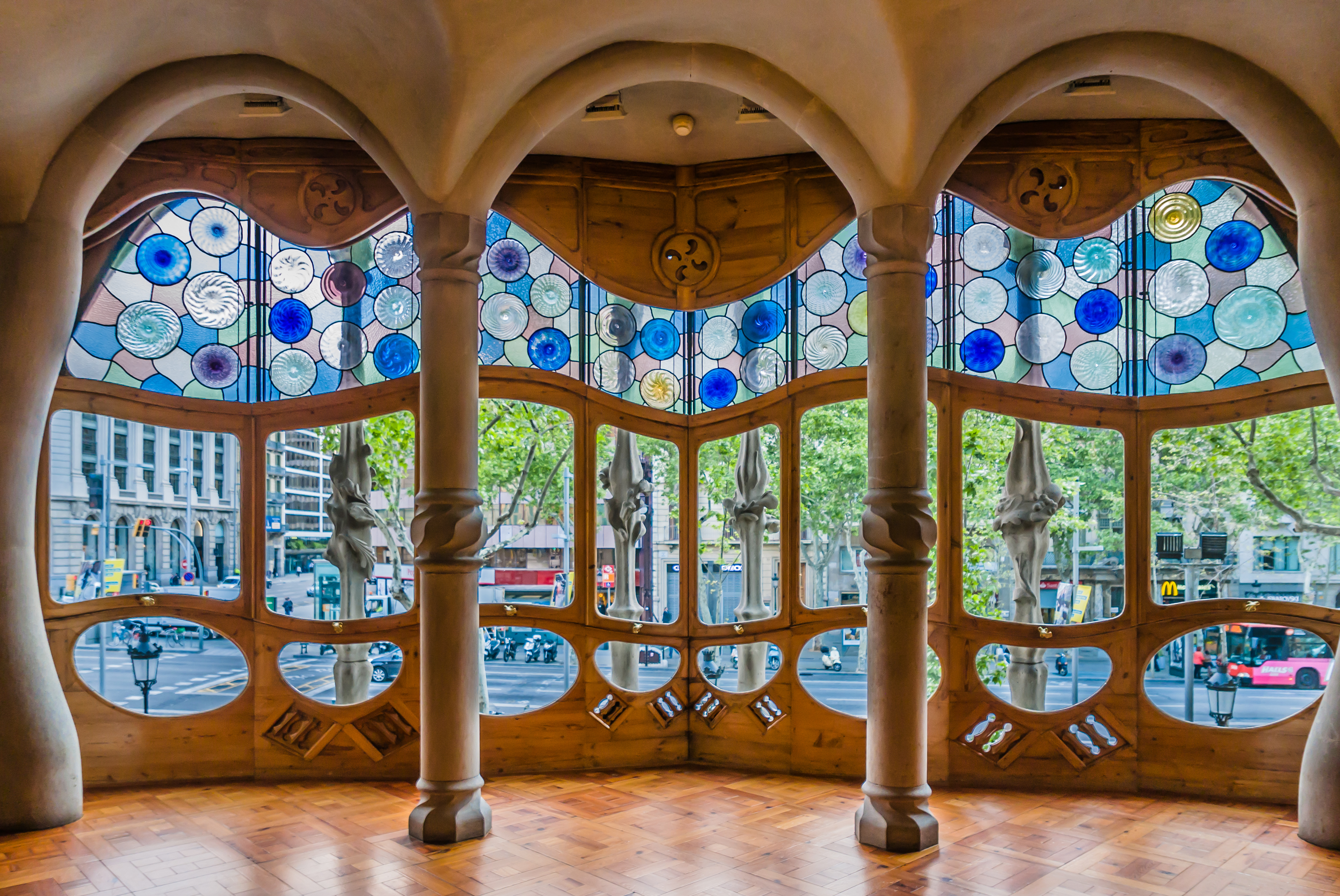
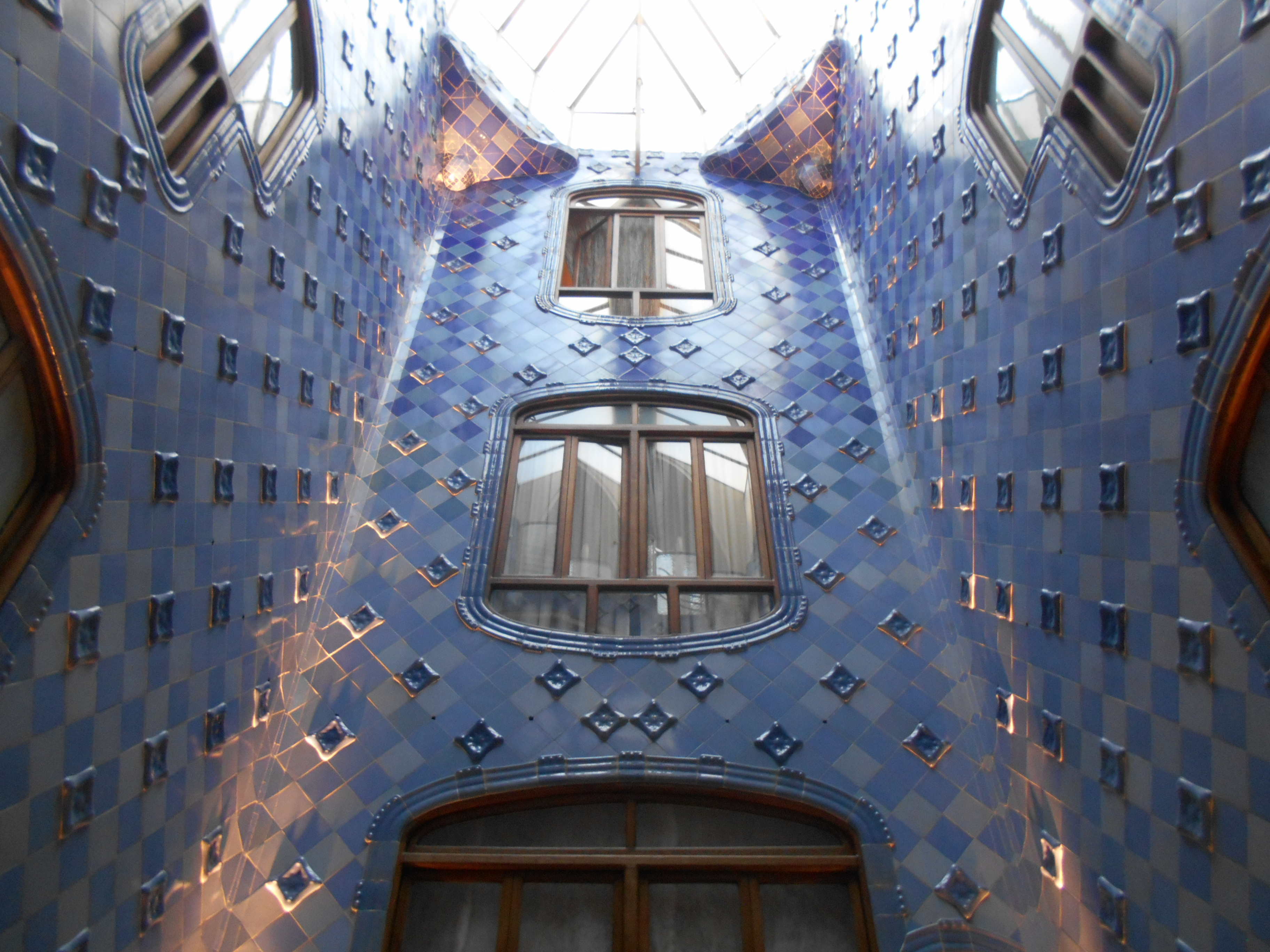
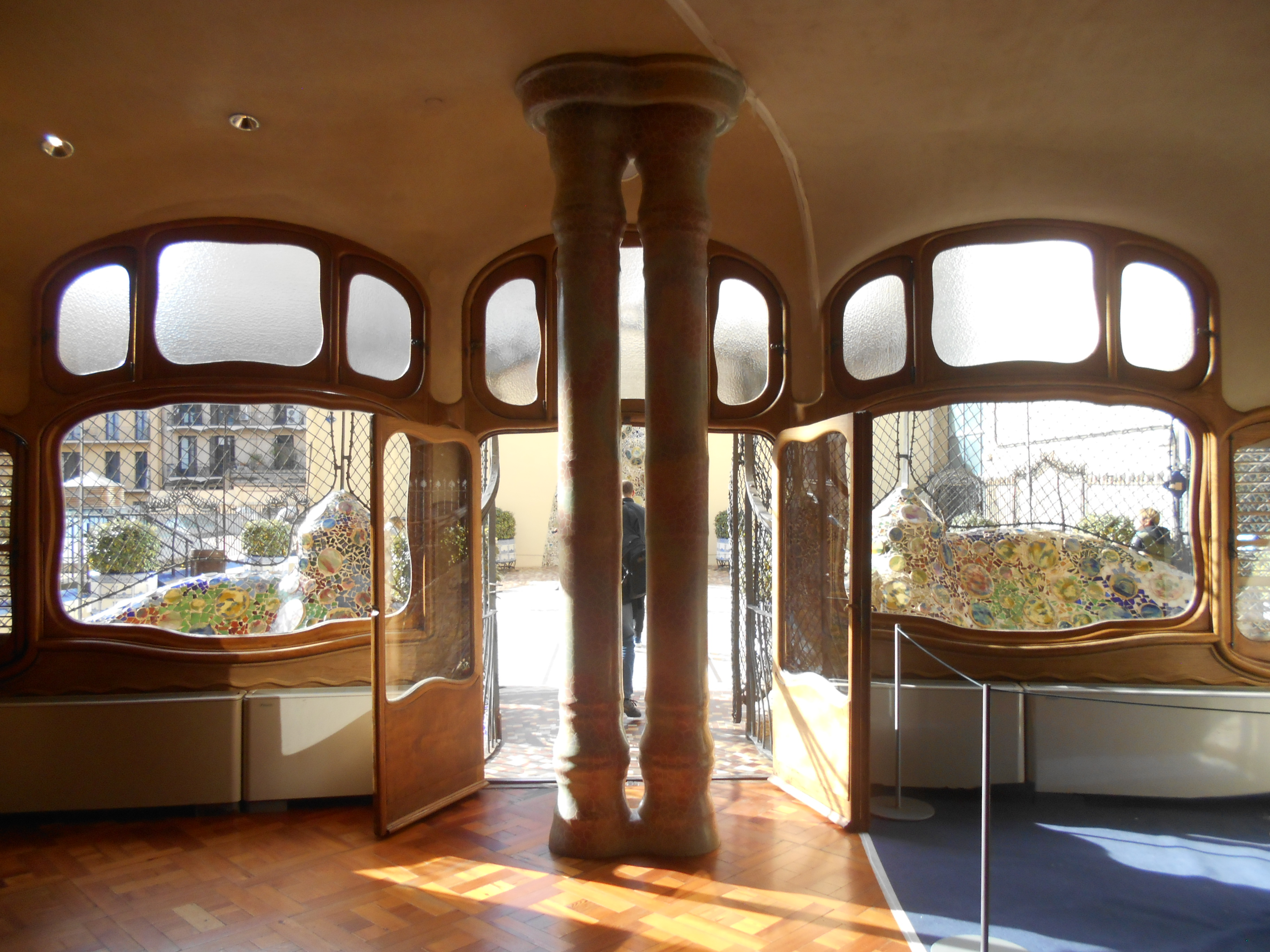
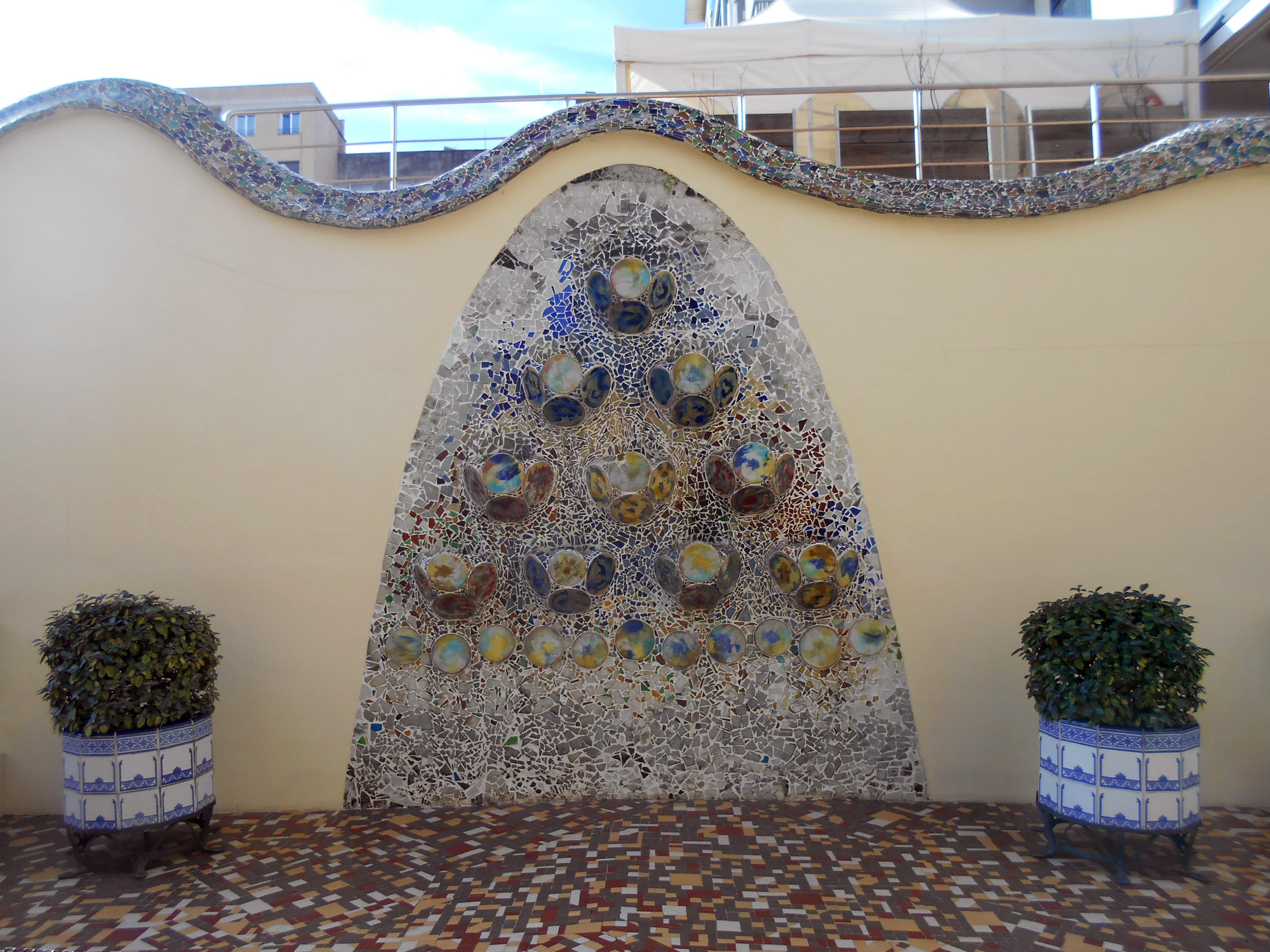
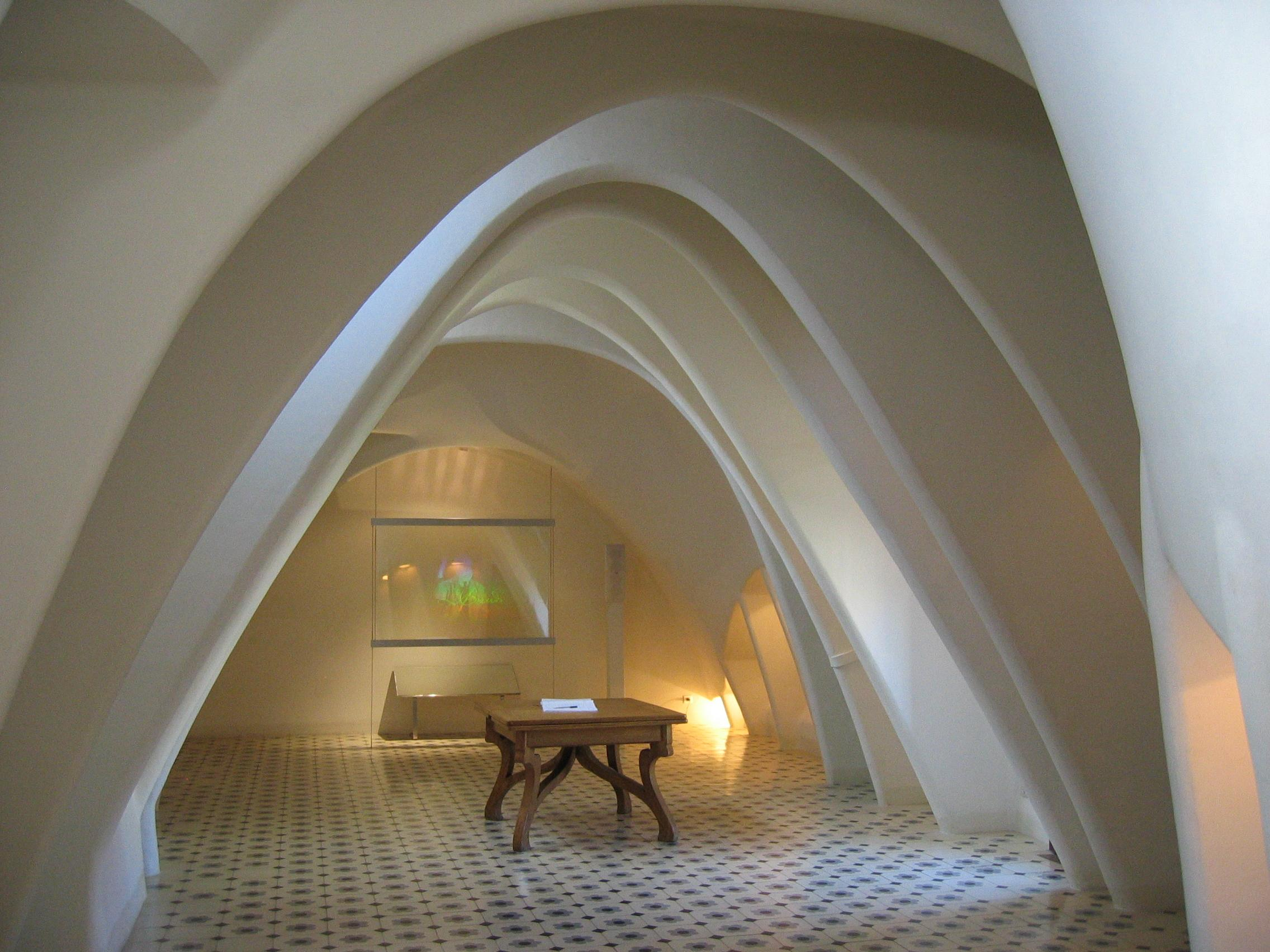

### 옥상(지붕)
카사바트요의 꼭대기는 300제곱미터 면적의 옥상으로, 다락방에서 나선형 계단을 통해 드나들 수 있다.
가우디는 옥상을 연기 배출과 환기를 위한 기능적인 공간으로 고안하였지만, 그곳을 구성하는 요소들은 정교한 장인의 방식으로 제작되어 풍부한 조형성을 지니기 때문에 동시에 심미적인 공간이기도 하다. 카탈루냐 Reus 지역 출신의 건축가인 가우디에게 있어, 건물의 지붕은 사람으로 치면 자신의 개성을 드러내는 모자와 같았기 때문에, 구엘 저택과 카사밀라와 마찬가지로 항상 지붕을 정교하게 디자인하였다.
카사바트요 옥상에는 아래층보다 작은 두 번째 다락방이 용의 등 뒤편에 있으며, 이곳에는 건물로 공급되는 물 탱크가 들어있다. 또한 지붕 처마 장식에는 둥근 통로가 있는데, 이는 건물 꼭대기에 있는 계단으로 접근 할 수 있으며, 카사밀라에서도 찾아 볼 수 있는 요소이다.
옥상의 굴뚝은 총 27개인데 4개의 그룹으로 배열되어 있으며, 높이 6.1 미터의 나선형 모양으로 원뿔 형 모자를 쓰고 있다. 중앙부는 투명 유리로, 윗면은 세라믹으로 덮여 있으며, 각각 다른 색의 모래로 채워진 투명 유리 공들로 마무리 되어있다.
기존 건물의 모자이크 조각들을 해체하여 배열하였던 트랜카디스는 시간이 지남에 따라 새것으로 대체되었다. 다락과 마찬가지로 옥상 또한 2004년에 복원되어 대중에게 공개되었다.

카사바트요 옥상(지붕)
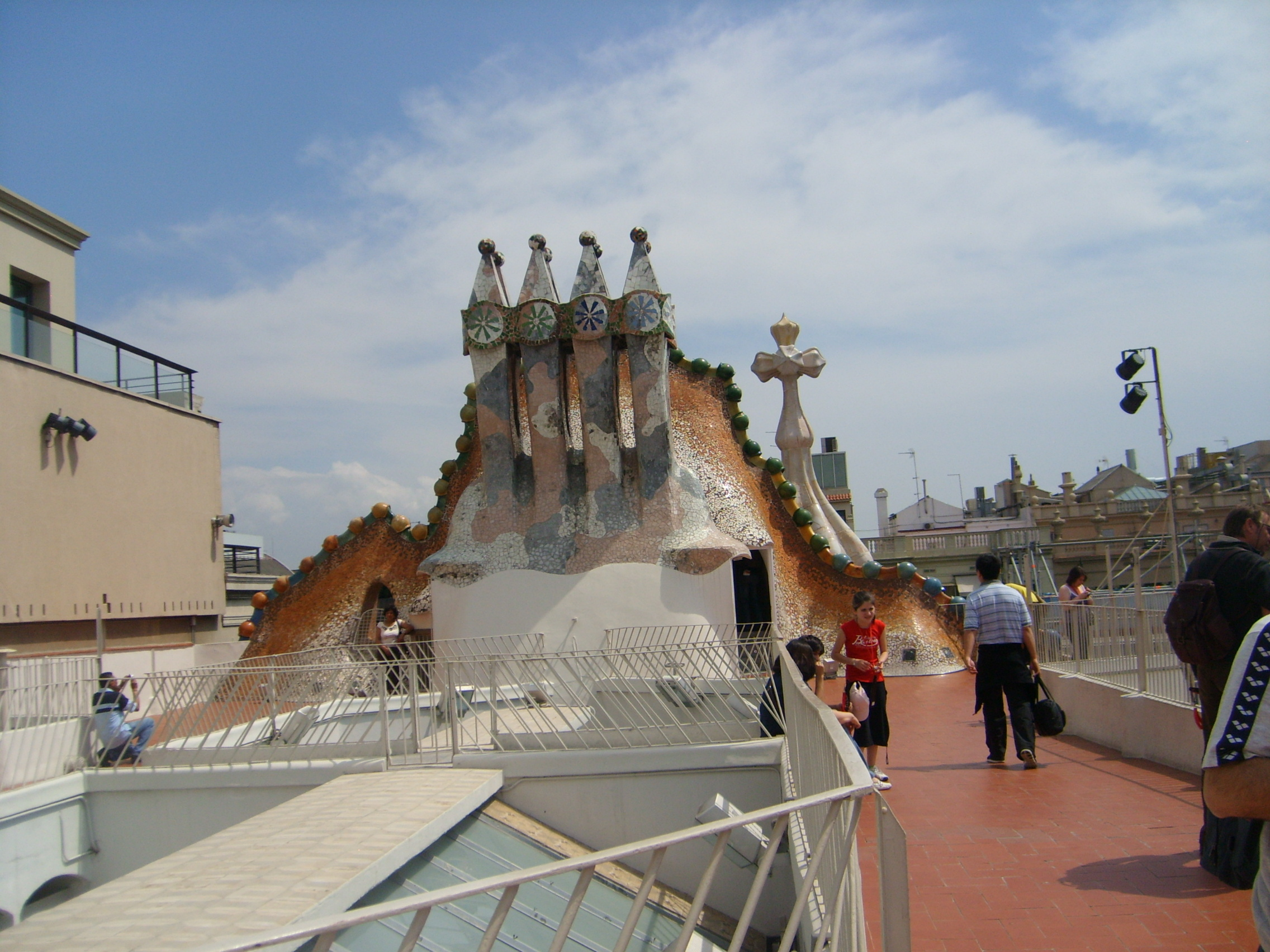
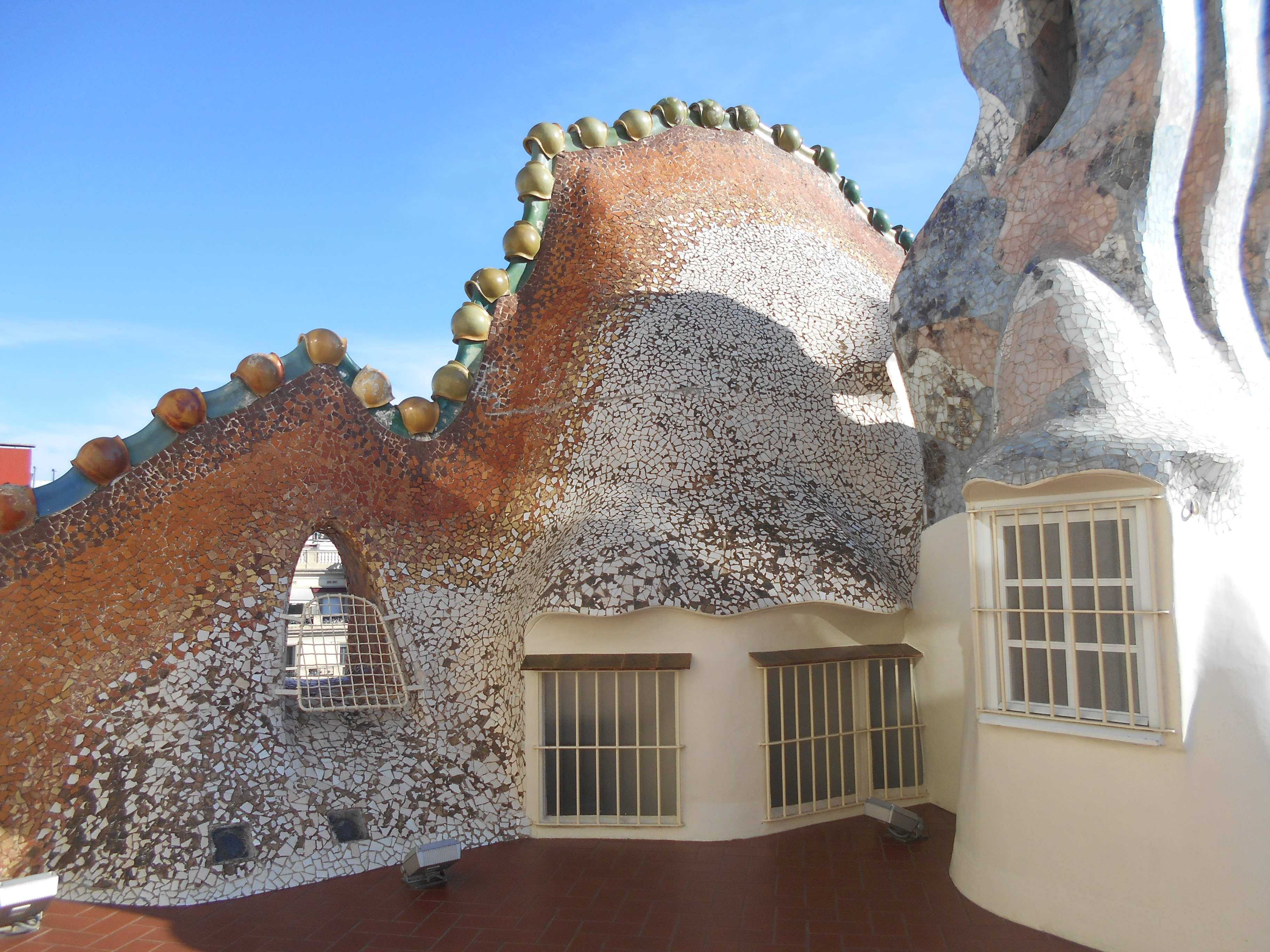
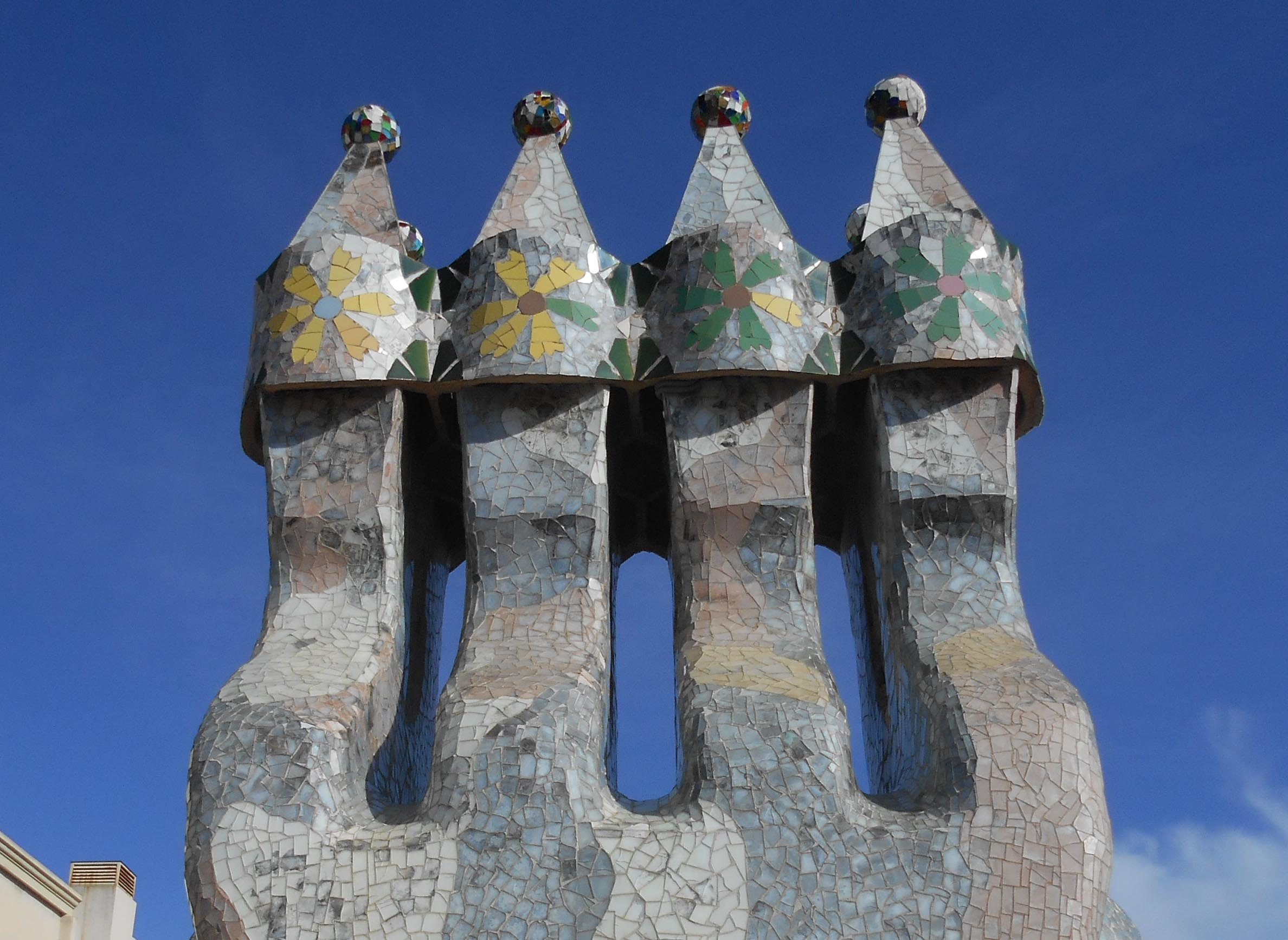
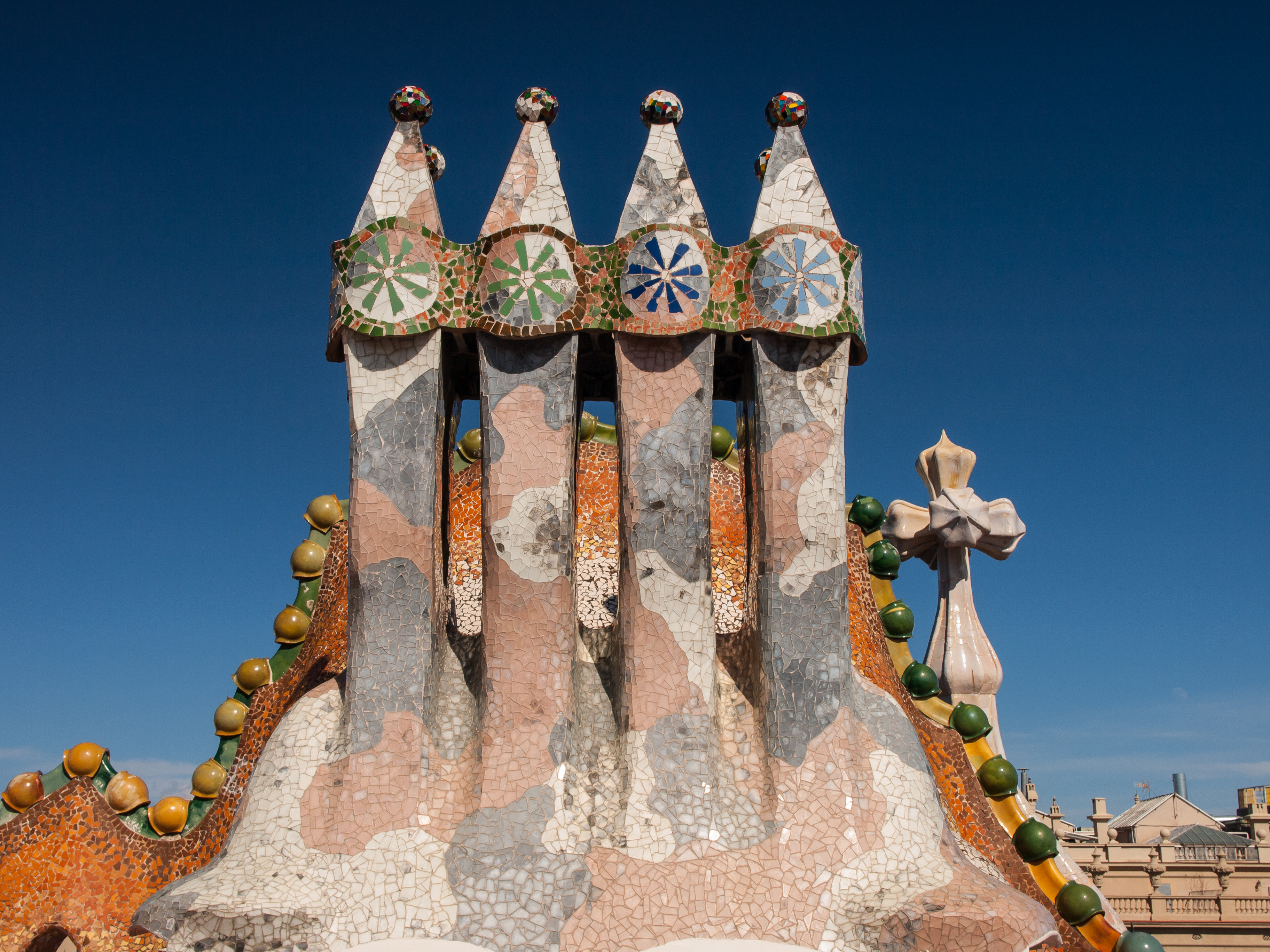
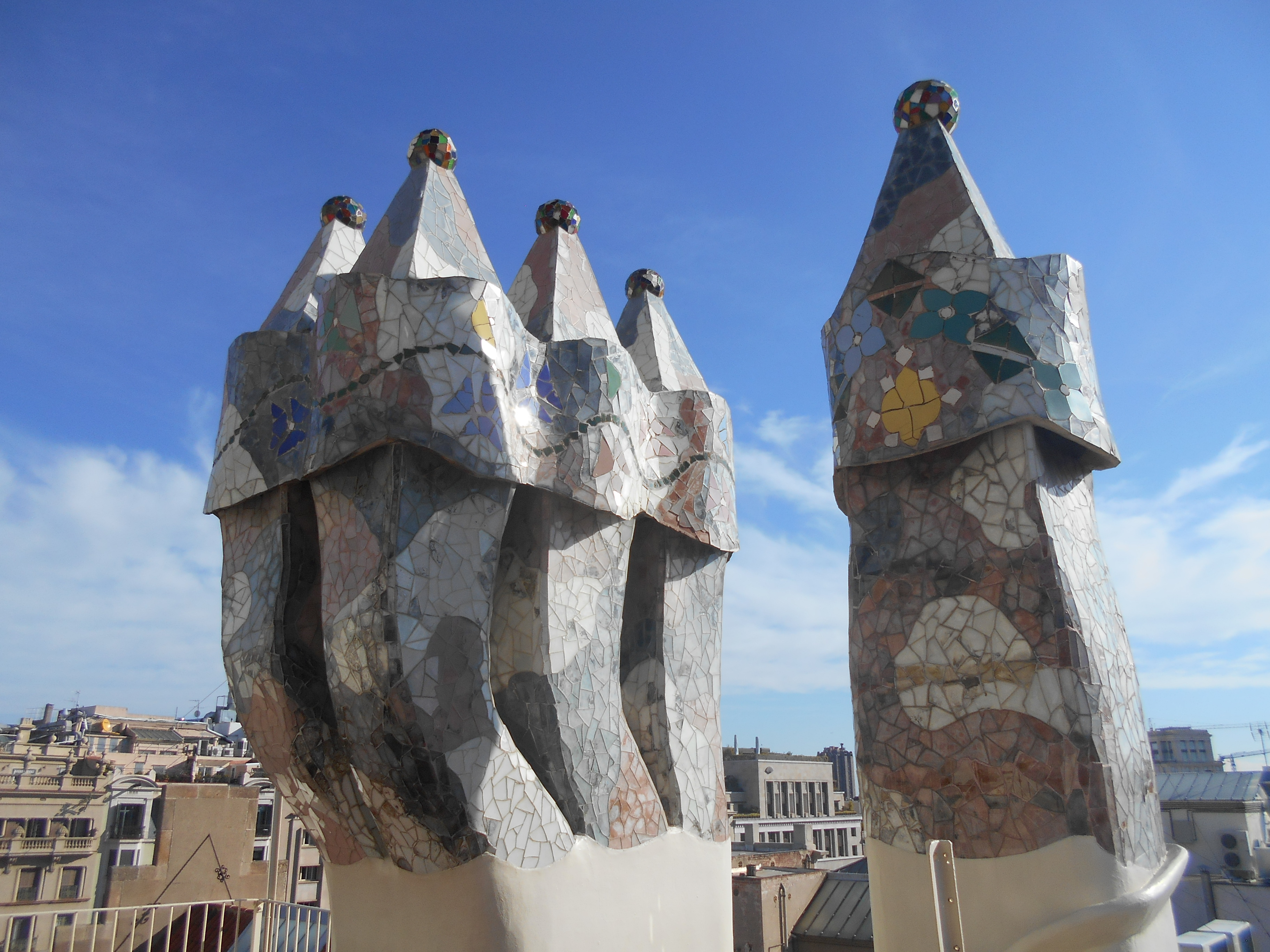
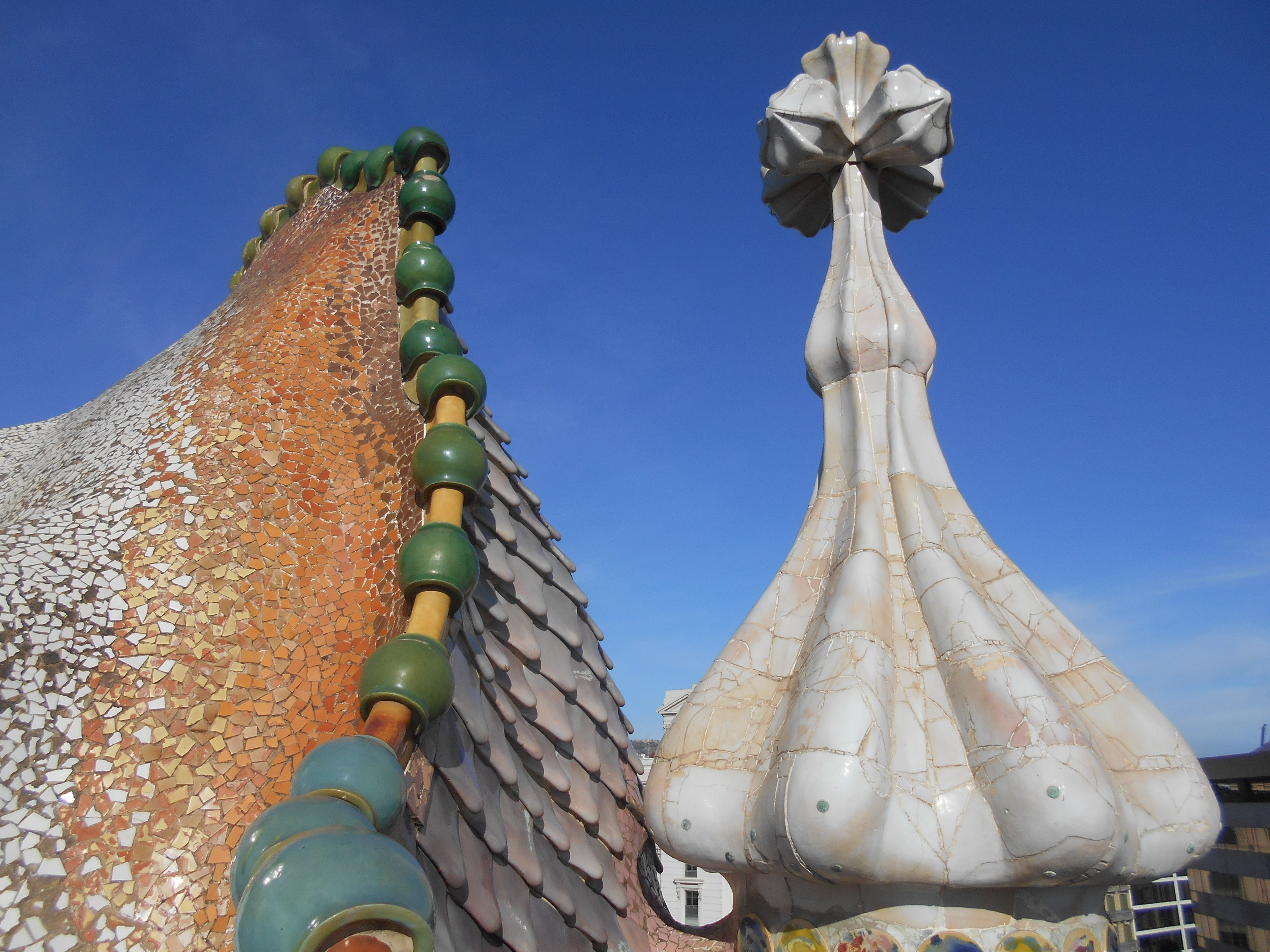